# 문명의 요람

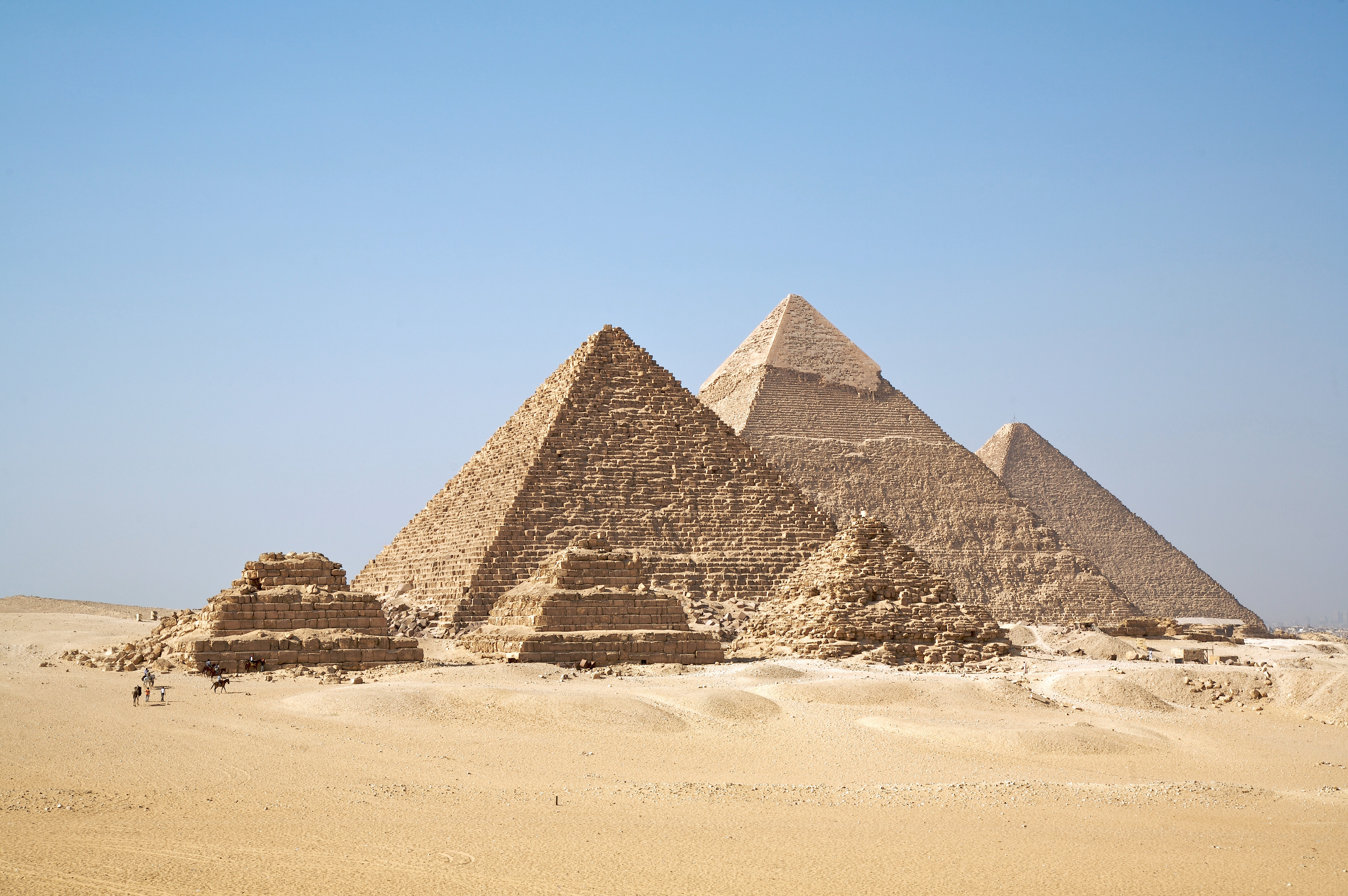
다양한 문명의 요람 중 하나인 고대 이집트. 사진은 기자의 피라미드이다.

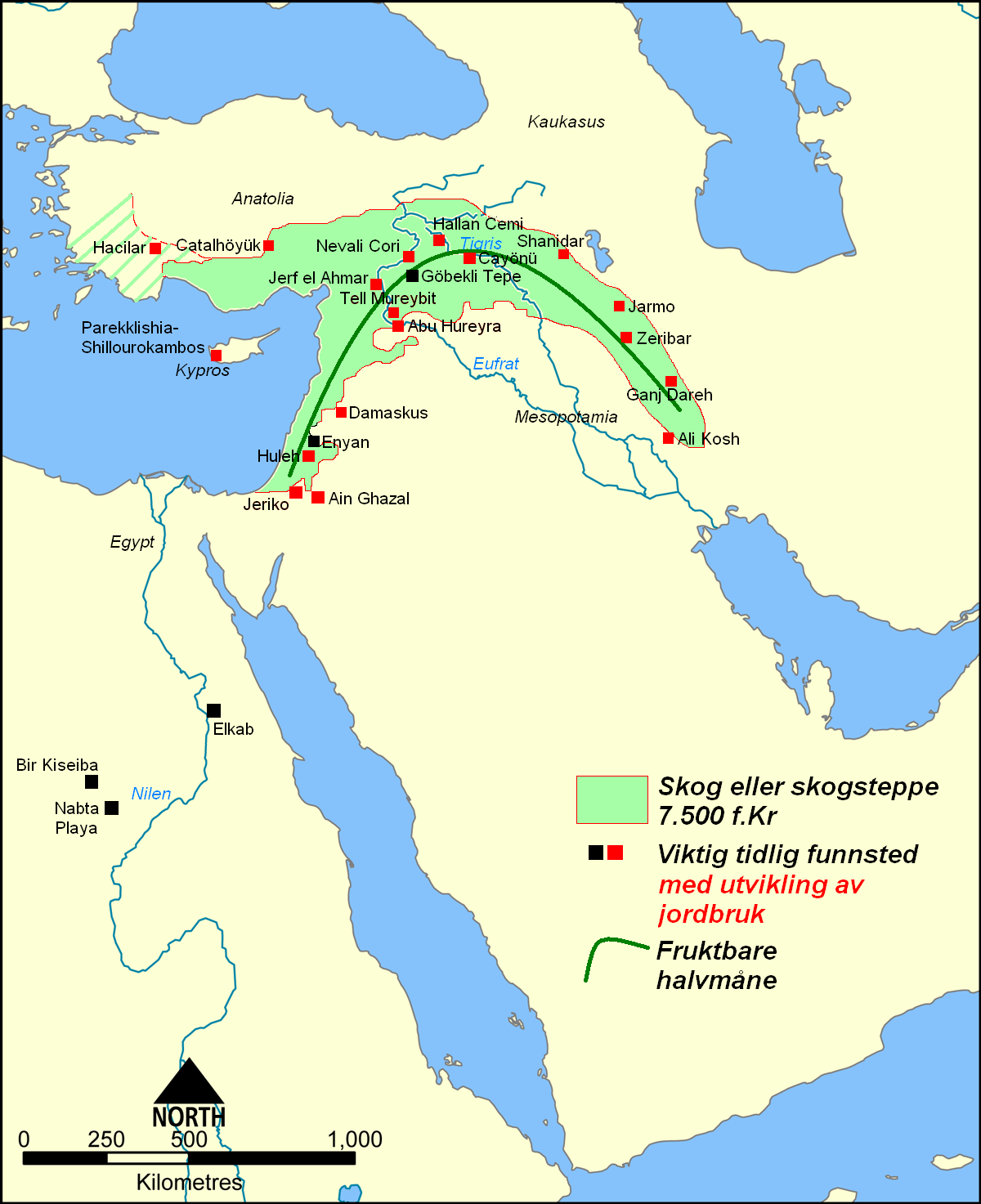
기원전 7500년의 비옥한 초승달 지대. 붉은 사각형은 농경 마을을 나타낸다.

문명의 요람(Cradle of civilization)은 다른 지역의 다른 문명과 독립적으로 문명이 발달한 장소와 문화를 의미한다. 문명은 국가, 사회 계층, 도시화, 그리고 서명되거나 구술된 언어를 넘어서는 상징적 커뮤니케이션 체계(즉, 문자)와 그래픽 예술의 발달을 특징으로 하는 모든 복합 사회이다.
학자들은 일반적으로 여섯 문명 요람을 인정한다. 메소포타미아, 고대 이집트, 고대 인도 및 고대 중국이 아프로·유라시아에서 가장 초기에 발생한 것으로 여겨지며, 페루 연안의 노르테 치코 문명과 멕시코의 올멕 문명은 아메리카에서 가장 초기에 발생한 것으로 여겨진다. 모든 문명의 요람은 생존을 위해 농업에 의존했으며 (해양 자원에 주로 의존했을 가능성이 있는 노르테 치코 문명 제외), 초기 문명 도시 중심지의 중앙집권 정부, 정치 지도자, 종교 지도자, 공공 사업을 지원하기 위해 농민들이 농업 잉여를 생산하는 것에 의존했다.
덜 공식적으로, "서양 문명의 요람"이라는 용어는 종종 그리스 또는 로마와 같은 다른 역사적인 고대 문명을 지칭하는 데 사용된다.

## 문명의 발흥
정착된 문화로 이어지는 과정의 초기 징후는 이르면 기원전 12,000년경 레반트 지역에서 나투프 문화가 정착하면서 나타난다. 이 문화는 기원전 10,000년경에 농경 사회로 발전했다. 사냥, 어업, 곡물 수집을 포함한 자원 수집에 유리한 조건 덕분에 풍부하고 안정적인 식량 공급을 확보하는 데 물이 중요했으며, 이는 초기 넓은 스펙트럼 혁명을 촉발하여 영구적인 마을의 생성을 이끌었다.
수천 명의 주민이 거주하는 초기 원시 도시 정착지는 기원전 10,000년 서아시아에서 시작된 신석기 시대에 나타났다. 수만 명의 주민을 수용했던 최초의 도시는 메소포타미아의 우루크, 우르, 키시, 에리두였으며, 이어서 엘람의 수사 (엘람)와 이집트의 멤피스 (이집트)가 모두 기원전 31세기까지 (역사적 도시 공동체 규모 참조) 나타났다.
역사 시대는 선사 시대와 구별되며, "미래 세대를 위해 과거의 기록이 보존되기 시작하는" 시기이다—서면 또는 구두 형태로. 문명의 발흥이 원시 문자에서 문자의 발달과 일치한다고 본다면, 근동의 동기 시대 (기원전 기원전 4천년 동안의 신석기 시대와 청동기 시대 사이의 과도기)와 기원전 3,300년경 남아시아 인더스 계곡의 하라파에서 원시 문자가 발달한 것이 가장 초기의 사례이며, 이어서 중국 신석기 시대의 문자가 갑골 문자로 진화하고, 기원전 900년경부터 메소아메리카 문자 체계가 출현한다.
문서화된 기록이 없는 경우, 초기 문명의 발흥에 대한 대부분의 측면은 공식 기관과 물질문화의 발달을 문서화하는 고고학적 평가에 담겨 있다. "문명화된" 생활 방식은 궁극적으로 거의 전적으로 농업에서 비롯된 조건과 연결되어 있다. 고든 차일드는 문명의 발달을 두 차례의 연속적인 혁명의 결과로 정의했다: 서아시아의 신석기 혁명으로 정착 공동체의 발달이 촉발되었고, 또한 서아시아에서 처음 나타난 도시 혁명은 밀집된 정착지, 전문 직업군, 사회 계층, 잉여 자원의 착취, 기념비적인 공공 건물 및 문자의 경향을 강화시켰다. 그러나 이러한 조건들 중 일부는 기록에 의해 반박된다: 이집트의 고왕국에서는 밀집된 도시가 입증되지 않았고 (메소포타미아와 달리) 마야 문명 지역에서는 도시들이 분산된 인구를 가졌다; 잉카족은 글이 없었지만 키푸를 통해 기록을 남겼으며, 이는 문학적 용도로도 사용되었을 수 있다; 그리고 종종 기념비적인 건축물이 마을 정착의 어떤 징후보다 앞섰다. 예를 들어, 현재 루이지애나에서는 주로 유목민이었던 문화가 기원전 3400년경부터 계절별 정착지에 흙으로 된 고분을 건설하기 위해 여러 세대에 걸쳐 조직되었다는 사실이 연구자들에 의해 밝혀졌다. 일련의 사건과 전제 조건이라기보다는, 문명의 발흥은 초기 농업에서 시작하여 오리엔트 청동기 시대에 절정에 달한 가속화된 과정으로도 가설화될 수 있다.

## 단일 또는 다중 문명 요람
학자들은 한때 문명이 비옥한 초승달 지대에서 시작되어 그곳으로부터 영향을 받아 퍼져나갔다고 생각했다. 학자들은 이제 문명이 양반구의 여러 지역에서 독립적으로 발생했다고 믿는다. 그들은 사회문화적 발전이 다른 시간대에 걸쳐 일어났다는 것을 관찰했다. "정착된" 공동체와 "유목적인" 공동체는 상당히 계속해서 상호작용했으며, 이들은 크게 다른 문화 집단들로 엄격하게 나뉘지 않았다. 문명의 요람이라는 개념은 주민들이 도시를 건설하고, 문자 체계를 만들고, 도예 및 금속 사용 기술을 실험하고, 동물을 가축화하고, 계급 제도를 포함하는 복잡한 사회 구조를 발전시킨 곳에 초점을 맞춘다.
오늘날 학계는 문명이 독립적으로 발생한 곳으로 일반적으로 여섯 지역을 지목한다. 비옥한 초승달 지대 (메소포타미아와 레반트 포함); 나일강 계곡; 인더스-갠지스 평원; 화베이 평원; 안데스 해안; 그리고 메소아메리카만 연안.

## 문명의 요람

### 비옥한 초승달 지대
비옥한 초승달 지대는 서아시아의 초승달 모양의 고지대 지역으로, 현대 이집트, 이스라엘, 팔레스타인, 레바논, 시리아, 요르단, 튀르키예, 이라크의 일부 지역을 포함하며, 이란의 자그로스산맥까지 이어진다. 이곳은 농업 관행이 나타나기 시작하여 정착 농경 공동체의 시작을 알리는 세계에서 가장 초기 지역 중 하나이다.
기원전 10,200년경까지, 선토기 신석기 A (PPNA) 및 선토기 신석기 B (기원전 7600년에서 6000년) 단계를 특징으로 하는 완전히 발달된 신석기 문화가 비옥한 초승달 지대 내에서 출현했다. 이 문화는 동쪽으로 남아시아로, 서쪽으로 유럽과 북아프리카로 확산되었다. 주목할 만한 PPNA 정착지 중 하나는 요르단계곡에 위치한 예리코로, 기원전 9600년경에 처음 정착되었고 기원전 6800년경에 요새화된 것으로 여겨지는 세계에서 가장 오래된 도시이다.
현재의 이론과 발견에 따르면 비옥한 초승달 지대는 최초이자 가장 오래된 문명의 요람이다. 이 지역의 유적지로는 초기 신석기 시대의 괴베클리 테페 (기원전 9500~8000년)와 차탈회위크 (기원전 7500~5700년)가 있다.

#### 메소포타미아

우바이드 시기 주요 수메르 도시

메소포타미아 (현대 이라크와 인접한 동남 튀르키예, 동북 시리아, 서북 이란 지역을 포함하는 지역)에서는 티그리스강과 유프라테스강의 합류로 비옥한 충적 평야가 형성되었고 관개에 필요한 물이 공급되었다. 이 지역에서는 기원전 8000년부터 신석기 문화가 나타났다. 이 강 주변에서 발생한 문명은 가장 초기에 알려진 비유목 농경 사회이다. 이 때문에 비옥한 초승달 지대, 특히 메소포타미아는 종종 문명의 요람으로 불린다. 우바이드 시대 (기원전 6500년경부터 3800년경)는 충적층 아래에 가려진 더 이전 시기가 존재할 가능성이 있지만, 충적 평야에서 알려진 가장 초기 시기이다. 도시화로의 움직임은 우바이드 시대에 시작되었다. 농업과 축산은 정착 공동체, 특히 북메소포타미아 (후기 아시리아)에서 널리 행해졌고, 남부에서는 집중적인 관개 수력 농업이 행해지기 시작했다.
기원전 6000년경, 이집트 전역에 신석기 정착지가 나타나기 시작했다. 형태학적, 유전적, 그리고 고고학적 데이터는 이 정착지들이 신석기 혁명 기간 동안 근동의 비옥한 초승달 지대에서 이집트와 북아프리카로 이주해와 해당 지역에 농업을 도입했다고 보았다. 텔 엘 우에일리는 이 시기, 즉 기원전 5400년경에 정착된 가장 오래된 수메르 유적지이며, 우르 시 역시 이 시기의 끝 무렵에 처음으로 나타난다. 남부에서는 우바이드 시대가 기원전 6500년경부터 3800년경까지 지속되었다.
수메르 문명은 이후 우루크 기 (기원전 4000년경~3100년경)에 응집되었다. 수메르 도시 우루크의 이름을 따서 명명된 이 시기는 메소포타미아에 도시 생활이 출현했으며, 후기에는 쐐기 문자가 점진적으로 등장했다. 이 지역의 원시 문자는 기원전 3800년경으로 거슬러 올라가며, 가장 오래된 문헌은 기원전 3300년으로 거슬러 올라간다. 초기 쐐기 문자는 기원전 3000년에 등장했다. 또한 이 시기에는 구리가 인기를 얻기 시작하면서 도자기 그림이 쇠퇴했고, 원통 인장도 사용되었다. 우루크 시기의 수메르 도시는 아마도 신정 정치를 기반으로 했으며, 남녀 모두를 포함한 원로회의의 도움을 받는 사제왕(엔시)이 이끌었을 가능성이 높다. 후대의 수메르 신명록도 이러한 정치 구조를 본떠 만들어졌을 가능성이 크다.
일반적으로 기원전 3100년부터 2900년까지로 연대가 매겨지고 우루크 시대를 계승하는 젬데트 나스르 시대는 쐐기 문자 발달의 형성 단계 중 하나로 알려져 있다. 가장 오래된 점토판은 우루크에서 출토되었으며 기원전 4천년 후반으로 거슬러 올라가는데, 이는 젬데트 나스르 시대보다 약간 앞선다. 젬데트 나스르 시대에 이르러 문자는 이미 여러 가지 중요한 변화를 겪었다. 원래 그림 문자로 구성되었으나, 젬데트 나스르 시대에는 이미 더 단순하고 추상적인 디자인을 채택하고 있었다. 또한 이 시기에 문자는 상징적인 쐐기 모양을 띠게 되었다.
우루크의 무역 네트워크는 메소포타미아의 다른 지역과 멀리 북캅카스까지 확장되기 시작했으며, 강력한 정부 조직과 사회 계층의 징후가 나타나기 시작하여 수메르 초기 왕조 시대 (기원전 2900년경)로 이어졌다. 초기 왕조 시대가 시작된 후, 도시 국가의 통제권은 사제 "엔"(여신 신전일 경우 남성 인물, 남신 신전일 경우 여성 인물)이 이끄는 원로회에서 보다 세속적인 루갈(Lu = 사람, Gal = 위대한)로 넘어갔다. 루갈에는 엔메르카르, 루갈반다, 길가메시와 같은 전설적인 가부장적 인물들이 포함되어 있는데, 이들은 음절 문자가 초기 그림 문자에서 발전하기 시작한 기원전 2700년경 역사 기록이 시작되기 직전에 통치했을 것으로 추정된다. 수메르 문화의 중심지는 메소포타미아 남부에 남아 있었지만, 통치자들은 곧 주변 지역으로 확장하기 시작했다. 메소포타미아에서 수메르인들과 함께 살았던 아카드어를 구사하는 셈족 (아시리아인, 바빌로니아인)을 포함한 인접 셈족 집단은 수메르 문화의 많은 부분을 자체적으로 채택했다. 가장 초기의 지구라트는 초기 왕조 시대 말경에 시작되었지만, 제기된 플랫폼 형태의 건축적 선구자는 우바이드 시대까지 거슬러 올라간다. 수메르 왕명표는 기원전 2천년 초로 거슬러 올라간다. 이 왕명표는 초기 왕조 시대까지 거슬러 올라가는 다양한 수메르 도시들의 왕조 계승으로 구성되어 있다. 각 왕조는 번영을 누리고 지역을 지배하다가 다음 왕조에 의해 대체된다. 이 문서는 후대 메소포타미아 왕들이 자신들의 통치를 정당화하는 데 사용되었다. 목록의 일부 정보는 경제 문서와 같은 다른 문헌과 대조될 수 있지만, 대부분은 순전히 허구일 가능성이 높으며 역사적 문서로서의 사용은 제한적이다.
수메르의 라가시 왕 에안나툼은 기원전 2500년에 역사상 최초의 검증 가능한 제국을 세웠다. 현대 이란의 이웃한 엘람도 동기 시대 동안 초기 도시화의 일부였다. 엘람 국가는 고대 근동의 주요 정치 세력 중 하나였다. 기원전 3000년경 엘람 문헌 기록의 출현은 수메르 역사와도 유사하며, 수메르에서는 약간 더 이른 기록이 발견되었다. 기원전 3천년 동안에는 수메르인과 아카드인 사이에 매우 밀접한 문화적 공생 관계가 발전했다. 아카드어는 기원전 3천년에서 2천년 사이에 점차 수메르어를 구어로 대체했다. 셈족어를 사용하는 아카드 제국은 기원전 2350년경 사르곤 1세 통치하에 등장했다. 아카드 제국은 기원전 24세기에서 22세기 사이에 정치적 절정에 달했다. 사르곤과 그의 후계자들 아래에서 아카드어는 엘람과 구티움과 같이 정복된 이웃 국가들에 일시적으로 강제되었다. 아카드 제국의 몰락과 구티족의 전복 이후, 우르 제3왕조 아래 메소포타미아에서 수메르의 지배권이 잠시 재확립되었다. 기원전 2004년경 메소포타미아에서 수메르 헤게모니의 최종 붕괴 이후, 메소포타미아의 셈족 아카드인들은 마침내 두 개의 주요 아카드어 사용 민족으로 응집되었다: 북부의 아시리아 (가장 이른 왕들은 기원전 25세기로 거슬러 올라간다)와 몇 세기 후 남부의 바빌로니아로, 둘 다 (특히 아시리아) 기원전 20세기에서 6세기 사이에 강력한 제국을 형성하게 된다. 수메르인들은 결국 셈족 아시리아-바빌로니아 인구에 흡수되었다.

#### 고대 이집트

이집트 왕조 시대 (기원전 3150년경~기원전 30년)의 주요 도시 및 유적지를 보여주는 고대 이집트 지도

선토기 신석기 A (기원전 10,200년) 및 선토기 신석기 B (기원전 7600년~6000년) 단계에 속하는 발달된 신석기 문화는 비옥한 초승달 지대에 나타났고, 그곳에서 동쪽과 서쪽으로 퍼져나갔다. 이와 동시에, 나일강을 따라 석기 도구를 사용하는 수렵, 어업, 채집 문화는 가장 초기의 낫날을 사용하는 곡물 분쇄 문화로 대체되었다. 지질학적 증거와 컴퓨터 기후 모델링 연구 또한 기원전 8000년경 자연 기후 변화가 북아프리카의 광활한 목초지를 건조시키기 시작하여 결국 사하라 사막을 형성했음을 시사한다. 계속된 건조화는 초기 이집트인들의 조상들이 나일강 주변에 더 영구적으로 정착하고 보다 정착적인 생활 방식을 채택하도록 강제했다. 이집트에서 가장 오래된 완전히 발달된 신석기 문화는 기원전 5500년경에 시작된 파이윰 A 문화이다.
기원전 5500년경까지, 나일강 계곡에 살던 작은 부족들은 수단 남부까지 이어지는 일련의 상호 연관된 문화로 발전했으며, 농업과 축산에 대한 확고한 통제력을 보여주고, 도자기와 빗, 팔찌, 구슬과 같은 개인 물품으로 식별 가능했다. 북부 상이집트의 이러한 초기 문화 중 가장 큰 것은 아마도 서부 사막에서 기원했을 바다리 문화였는데, 이는 고품질 도자기, 석기, 구리 사용으로 유명했다. 아프리카에서 가장 오래된 알려진 가축화된 소는 기원전 4400년경의 파이윰에서 유래한다. 바다리 문화는 여러 기술적 개선을 가져온 나카다 문화로 이어졌다. 첫 번째 나카다 시대인 암라티아 문화 때부터 이집트인들은 에티오피아에서 흑요석을 수입하여 칼날이나 석편으로 다른 물건을 만드는 데 사용했다. 기원전 3300년경, 이집트 최초의 왕조가 시작되기 직전, 이집트는 남쪽의 상이집트와 북쪽의 하이집트라는 두 왕국으로 나뉘었다.
이집트 문명은 나카다 문화의 두 번째 단계인 게르제 문화 시기인 기원전 3500년경에 시작되어 기원전 3150년경 상이집트와 하이집트의 통일과 함께 응집되었다. 농업은 식량의 대부분을 생산했으며; 식량 공급이 증가함에 따라 인구는 훨씬 더 정착적인 생활 방식을 채택했고, 더 큰 정착지는 약 5,000명의 주민이 거주하는 도시로 성장했다. 이 시기에 도시 주민들은 도시를 건설하기 위해 진흙 벽돌을 사용하기 시작했으며, 장식적인 효과를 위해 아치와 움푹 들어간 벽의 사용이 인기를 얻었다. 도구와 무기를 만드는 데 돌 대신 구리가 점점 더 많이 사용되었다. 게르제 도자기에 있는 상징들도 초기 이집트 상형문자를 닮았다. 이 시기 근동, 특히 가나안과 비블로스 해안과의 접촉에 대한 초기 증거도 존재한다. 이러한 문화적 발전과 동시에, 상이집트 또는 상부 나일강 유역의 사회와 마을들의 통일 과정이 일어났다. 동시에 하이집트 또는 나일강 삼각주의 사회들도 통일 과정을 겪었다. 상이집트에서 통치하는 동안, 나르메르 왕은 삼각주 지역의 적들을 물리치고 상이집트와 하이집트 두 왕국을 그의 단일 통치 하에 통합했다.
이집트 초기왕조는 상이집트와 하이집트의 통일 직후에 시작되었다. 일반적으로 이집트 제1왕조와 이집트 제2왕조를 포함하며, 나카다 III 고고학 시대부터 이집트 고왕국이 시작되는 기원전 2686년경까지 지속되었다. 제1왕조와 함께 수도는 티니스에서 멤피스 (이집트)로 옮겨졌고, 통일된 이집트는 신왕이 통치했다. 고대 이집트 문명의 특징인 미술, 건축 및 종교의 많은 측면이 초기 왕조 시대에 형성되었다. 파라오가 발전시킨 강력한 왕권 제도는 고대 이집트 문명의 생존과 성장에 필수적인 토지, 노동, 자원에 대한 국가 통제를 정당화하는 역할을 했다.
이후 이집트 고왕국 시기에는 농업 생산성 증가와 그로 인한 인구 증가에 힘입어 건축, 예술, 기술 분야에서 큰 발전이 이루어졌으며, 이는 잘 발달된 중앙 행정부에 의해 가능해졌다. 고대 이집트의 가장 뛰어난 업적 중 일부인 기자의 피라미드와 기자의 대스핑크스는 고왕국 시기에 건설되었다. 재상의 지휘 아래 국가 관리들은 세금을 징수하고, 작물 수확량을 늘리기 위한 관개 프로젝트를 조정하며, 건설 프로젝트에 농민들을 징집하고, 평화와 질서를 유지하기 위한 사법 체계를 구축했다. 중앙 행정부의 중요성이 커짐에 따라 새로운 계층의 교육받은 서기와 관리들이 등장했으며, 이들은 봉사에 대한 대가로 파라오로부터 토지를 하사받았다. 파라오들은 또한 자신들의 사후 신전을 위한 토지를 기증하여, 이 기관들이 죽은 파라오를 숭배하는 데 필요한 자원을 확보하도록 했다. 학자들은 이러한 관행이 5세기 동안 파라오의 경제적 권력을 서서히 약화시켰고, 경제가 더 이상 대규모 중앙 행정부를 지원할 여력이 없게 되었다고 믿는다. 파라오의 권력이 약화되자, 노마르크라 불리는 지역 총독들이 파라오의 우위를 위협하기 시작했다. 이것은 기원전 2200년에서 2150년 사이의 심각한 가뭄과 맞물려, 이집트 제1중간기로 알려진 140년간의 기근과 분쟁 시대를 초래한 것으로 추정된다.

### 고대 인도

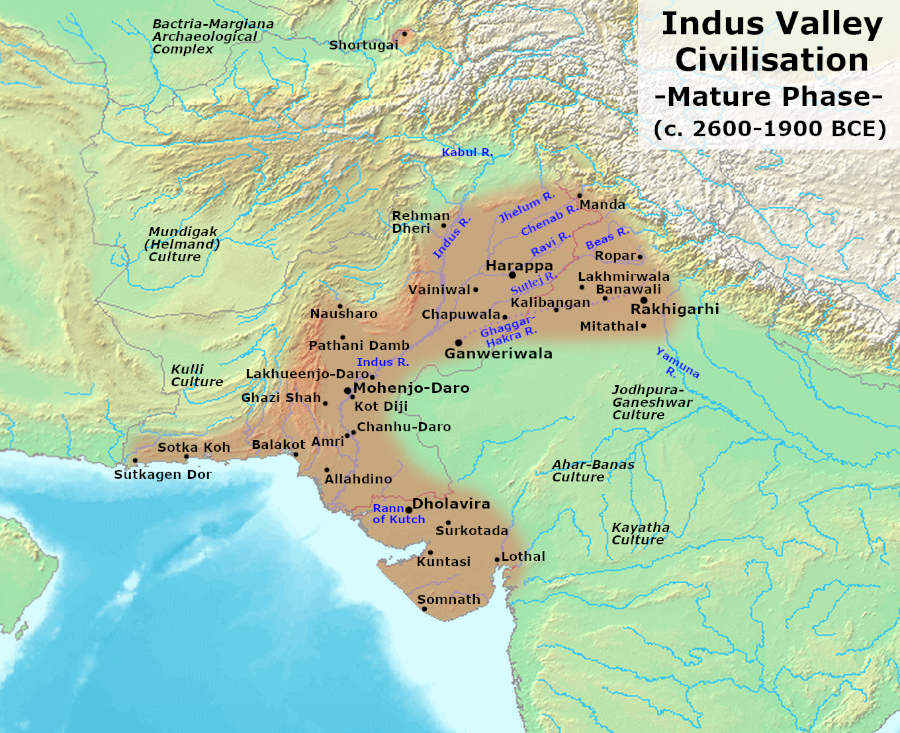
최대 확장기의 인더스 문명

남아시아에서 가장 초기에 확실히 연대가 측정된 신석기 유적지는 현재 파키스탄의 카치 평원에 위치한 메르가르로, 기원전 7000년으로 거슬러 올라간다.
현재 파키스탄에 위치한 메르가르의 무토기 신석기 시대는 기원전 7000년부터 5500년까지 지속되었고, 메르가르의 유토기 신석기 시대는 기원전 3300년까지 이어지며 초기 청동기 시대와 혼합되었다. 메르가르는 인도 아대륙에서 농업과 목축의 증거가 있는 가장 초기의 유적지 중 하나이다. 메르가르를 중심으로 한 문화는 현재 파키스탄의 인더스 계곡으로 이주하여 인더스 문명이 되었을 가능성이 높다. 이 지역의 가장 오래된 요새화된 도시는 현재 파키스탄의 조브강 계곡 근처 레만 데리에서 발견되었으며, 기원전 4000년으로 거슬러 올라간다. 현재까지 발견된 다른 요새화된 도시로는 신드주의 암리 (선하리파) (기원전 3600~3300년)와 코트 디지, 하크라강의 칼리반간 (기원전 3000년)이 있다.
인더스 문명은 기원전 3300년경 초기 하라파 단계 (기원전 3300년~2600년)와 함께 시작되는데, 이 시기에는 주로 도자기를 남기는 마을 기반 문화였다. 인더스 문자의 가장 초기 사례는 이 시기로 거슬러 올라가며, 중앙집권적 권위를 나타내는 성채와 점차 도시적인 삶의 질이 나타나기 시작했다. 무역 네트워크는 이 문화를 관련 지역 문화와 청금석 및 구슬 제작을 위한 다른 재료와 같은 원자재의 원격 공급원과 연결시켰다. 기원전 2600년경까지 마을 주민들은 완두, 참깨, 대추야자, 면화를 비롯한 수많은 작물과 물소를 포함한 동물을 가축화했다.
기원전 2600년부터 1900년까지는 하라파 성숙기로, 이 시기에는 초기 하라파 공동체들이 하라파, 돌라비라, 모헨조다로, 로탈, 루파르, 라키가르히를 포함한 대규모 도시 중심지로 변모했으며, 1,000개 이상의 마을과 도시가 생겨났는데, 이들은 대부분 비교적 작은 규모였다. 성숙한 하라파인들은 금속공학에서 새로운 기술을 개발하여 구리, 청동, 납, 주석 (원소)을 생산했으며, 진보된 수준의 공학 기술을 보여주었다. 하라파, 모헨조다로, 최근 부분적으로 발굴된 라키가르히에서 볼 수 있듯이, 이 도시 계획에는 세계 최초로 알려진 도시 위생 시설 시스템이 포함되었다: 인더스 문명의 수력 공학을 참조하라. 도시 내에서 개별 주택 또는 주택 그룹은 우물에서 물을 얻었다. 목욕을 위해 마련된 것으로 보이는 방에서 폐수는 주요 거리를 따라 늘어선 덮개가 있는 배수구로 배출되었다. 주택은 내부 안마당과 작은 골목길로만 통했다. 이 지역 일부 마을의 주택 건축은 여전히 하라파인의 주택 건축과 여러 면에서 유사하다. 하라파인의 진보된 건축은 인상적인 부두, 곡물창, 창고, 벽돌 플랫폼, 보호벽을 통해 나타난다. 인더스 도시의 거대한 벽은 하라파인을 홍수로부터 보호하고 군사적 충돌을 막았을 가능성이 높다.
인더스 문명 사람들은 길이, 질량, 시간을 측정하는 데 매우 높은 정확도를 달성했다. 그들은 통일된 단위 체계를 개발한 최초의 사람들 중 하나였다. 현존하는 물체들을 비교해 보면 인더스 전역에 걸쳐 광범위한 변형이 나타난다. 구자라트주의 로탈에서 발견된 상아 척도에 표시된 가장 작은 눈금은 약 1.704mm로, 청동기 시대의 척도에서 기록된 가장 작은 눈금이었다. 하라파 기술자들은 모든 실제적인 목적을 위해 십진법 측정 방식을 따랐으며, 육면체 추를 통해 알 수 있듯이 질량 측정에도 적용했다. 이 각암 추는 5:2:1의 비율로 0.05, 0.1, 0.2, 0.5, 1, 2, 5, 10, 20, 50, 100, 200, 500 단위의 무게를 가졌으며, 각 단위는 약 28그램으로 영국의 제국 온스 또는 그리스 운치아와 유사했고, 더 작은 물체들은 0.871 단위로 유사한 비율로 측정되었다. 그러나 다른 문화에서처럼 실제 무게는 지역 전체에서 균일하지 않았다. 나중에 카우틸랴의 아르타샤스트라 (기원전 4세기)에서 사용된 무게와 측정 단위는 로탈에서 사용된 것과 동일하다.
기원전 1800년경부터 점진적인 쇠퇴의 징후가 나타나기 시작했고, 기원전 1700년경에는 대부분의 도시가 버려졌다. 인더스 문명 지역화의 기여 원인으로는 강의 경로 변화, 그리고 중동 인접 지역에서도 나타난 기후변화가 제시되었다. 2016년 기준 많은 학자들은 가뭄이 이집트 및 메소포타미아와의 무역 감소로 이어져 인더스 문명의 붕괴에 기여했다고 믿는다. 가가르-하크라강 시스템은 강우에 의존했으며, 물 공급은 계절풍에 의존했다. 인더스 계곡의 기후는 기원전 1800년경부터 크게 추워지고 건조해졌으며, 이는 당시 계절풍의 전반적인 약화와 관련이 있다. 인도 계절풍이 약화되고 건조화가 심화되면서, 가가르-하크라강은 히말라야 산기슭 쪽으로 범위가 축소되었고, 이로 인해 홍수가 불규칙해지고 범위가 줄어들어 범람 농업의 지속 가능성이 떨어졌다. 건조화는 문명의 멸망을 초래할 만큼 물 공급을 감소시켰고, 인구를 동쪽으로 분산시켰다. 계절풍이 계속 남쪽으로 이동하면서, 홍수는 예측할 수 없게 되어 지속 가능한 농업 활동이 어려워졌다. 주민들은 더 작은 공동체로 이주했다. 그러나 옛 도시들과의 무역은 번성하지 못했다. 이 작은 공동체에서 생산된 적은 잉여는 무역 발전을 허용하지 않았고, 도시들은 소멸했다. 인도아리아인들은 이 시기에 인더스강 계곡으로 이주하여 인도의 베다 시대를 시작했다. 인더스 문명은 갑자기 사라지지 않았으며, 문명의 많은 요소들이 후기 인도 아대륙 및 베다 문화에서 계속 이어졌다.

### 고대 중국

황하 근처의 전통적인 하나라 유적지 (빨간색)와 얼리터우 유적지 (검은색)

고고학, 지질학, 인류학에 기반하여, 현대 학자들은 중국 문명이나 역사의 기원을 선형적인 이야기로 보지 않고, 오히려 서로의 발전에 영향을 미친 다양하고 독특한 문화와 민족 집단들의 상호작용의 역사로 본다. 중국 문명을 발전시킨 특정 문화 지역은 황하 문명, 장강 문명, 요하 문명이었다. 중국의 기장 농업에 대한 초기 증거는 기원전 7000년경으로 거슬러 올라가며, 장강 근처 성터우산에서 발견된 가장 초기의 재배 쌀 증거는 기원전 6500년으로 거슬러 올라간다. 성터우산은 또한 중국 최초의 성벽 도시가 있던 곳일 수 있다. 신석기 혁명이 시작될 무렵, 황하 유역은 기원전 7000년에서 5000년까지 번성한 페이리강 문화의 중심지로 자리 잡기 시작했으며, 농업, 건설된 건물, 도예, 매장 유적이 발견되었다. 농업과 함께 인구가 증가하고, 작물을 저장하고 재분배할 수 있는 능력이 생겼으며, 전문 장인과 행정가를 지원할 수 있는 잠재력이 생겼다. 가장 유명한 유적지는 자후이다. 일부 학자들은 자후 계각 부호 (기원전 6600년)가 중국에서 가장 초기의 원시 문자 형태라고 주장했다. 그러나 이들은 문자로 이해되기보다는, 결국 완전히 발달된 문자 체계로 이어진 오랜 기간의 기호 사용의 특징으로 이해되어야 할 것이다. 고고학자들은 페이리강 문화가 정치 조직이 거의 없는 평등주의 사회였다고 믿는다.
이것은 결국 양사오 문화 (기원전 5000년~3000년)로 발전했고, 그들의 석기는 세련되고 고도로 전문화되었다. 그들은 또한 초기 형태의 양잠업을 실천했을 수도 있다. 양사오 사람들의 주식은 기장이었고, 일부 유적지에서는 강아지풀 기장, 다른 유적지에서는 빗자루 기장을 사용했지만, 쌀의 증거도 발견되었다. 양사오 농업의 정확한 성격, 즉 소규모의 화전 경작과 영구적인 밭에서의 집약 농업 사이의 논쟁은 현재 진행 중이다. 흙이 고갈되면 주민들은 소지품을 챙겨 새로운 땅으로 이동하여 새로운 마을을 건설했다. 그러나 장지툰(Jiangzhi)과 같은 중기 양사오 유적지에는 잉여 곡물 저장에 사용되었을 수 있는 raised-floor 건물이 포함되어 있다. 밀가루를 만드는 데 사용된 맷돌도 발견되었다.
후에 양사오 문화는 황하를 중심으로 기원전 3000년에서 1900년까지 번성한 룽산 문화로 계승되었으며, 가장 유명한 유적지는 타오시이다. 기원전 3천년 동안 인구가 급증하여 많은 정착지에 판축 벽이 생겼다. 대부분의 지역에서 기원전 2000년경까지 감소하다가, 중앙 지역은 청동기 시대 얼리터우 문화로 발전했다. 가장 초기의 청동 유물은 마자야오 문화 유적지 (기원전 3100년~2700년)에서 발견되었다.
현대 중국 문명은 얼리터우 시대의 두 번째 단계 (기원전 1900년~1500년)에 시작되었으며, 얼리터우는 동아시아 최초의 국가 수준 사회로 간주된다. 얼리터우 유적지가 반전설적인 하나라와 관련이 있는지에 대해서는 상당한 논쟁이 있다. 하나라 (기원전 2070년~1600년)는 서주 시대에 천 년 이상 후에 처음 출판된 죽서기년과 같은 고대 중국 역사 기록에 처음으로 기술된 왕조이다. 하나라가 중국 역사학에서 중요한 요소임에도 불구하고, 현재까지 왕조를 뒷받침하는 현대적인 서면 증거는 없다. 얼리터우는 청동 금속공학과 도시화의 증가를 보였으며, 사회 계층의 증거를 제공하는 궁궐 단지와 함께 빠르게 성장하는 지역 중심지였다. 얼리터우 문명은 각각 약 50년의 네 단계로 나뉜다. 1단계에서는 100 헥타르 (250 에이커)에 걸쳐 얼리터우는 수천 명의 인구를 가진 빠르게 성장하는 지역 중심지였으나, 아직 도시 문명이나 수도는 아니었다. 도시화는 2단계에서 시작되어 300 ha (740 ac)로 확장되었고, 인구는 약 11,000명이었다. 12 헥타르 (30 ac) 면적의 궁궐 지역은 네 개의 도로로 구분되었다. 이곳에는 150미터 축을 따라 세 개의 안마당으로 구성된 150x50m 크기의 궁궐 3호와 궁궐 5호가 있었다. 궁궐 단지 남쪽에는 궁궐에 거주하는 엘리트들이 통제하는 청동 주조소가 세워졌다. 도시는 3단계에서 정점에 달했으며, 인구는 약 24,000명에 달했을 것이다. 궁궐 단지는 두께 2미터의 판축 벽으로 둘러싸여 있었고, 궁궐 1, 7, 8, 9호가 건설되었다. 가장 큰 궁궐 1호의 기초를 위한 판축 토공량은 최소 20,000 m³이다. 궁궐 3호와 5호는 버려지고 4,200-제곱미터 (45,000 ft2)의 궁궐 2호와 궁궐 4호로 대체되었다. 4단계에서는 인구가 약 20,000명으로 감소했지만 건설은 계속되었다. 궁궐 6호는 궁궐 2호의 확장으로 건설되었고, 궁궐 10호와 11호가 건설되었다. 4단계는 얼리강 문화 (기원전 1600~1450년)의 하층 단계와 겹친다. 기원전 1600년에서 1560년경, 얼리터우에서 북동쪽으로 약 6 킬로미터 (3.7 mi) 떨어진 옌시에 문화적으로 얼리강 양식의 성벽 도시가 건설되었는데, 이는 얼리터우에서 화살촉 생산이 증가하는 시기와 일치한다. 이러한 상황은 옌시 도시가 얼리터우와 권력과 지배를 놓고 경쟁하고 있었음을 나타낼 수 있다. 청동 및 기타 엘리트 상품의 생산은 4단계 말에 중단되었는데, 이는 동쪽으로 85 km (53 mi) 떨어진 정저우에 얼리강 도시가 설립된 시기와 일치한다. 화재나 전쟁으로 인한 파괴의 증거는 없지만, 얼리강 상층 단계 (기원전 1450~1300년) 동안 모든 궁궐이 버려지고 얼리터우는 30 ha (74 ac) 규모의 마을로 축소되었다.
고고학적 증거와 문자 기록이 모두 존재하는 가장 초기의 전통적인 중국 왕조는 상나라 (기원전 1600년~1046년)이다. 상나라 유적지에서는 가장 초기에 알려진 중국 문자인 갑골 문자가 발견되었으며, 주로 뼈에 새겨진 점복 내용이다. 이 비문들은 중국 문명의 초기 단계의 정치, 경제, 종교 관행에서 예술 및 의학에 이르기까지 다양한 주제에 대한 중요한 통찰력을 제공한다. 일부 역사가들은 얼리터우가 상나라의 초기 단계로 간주되어야 한다고 주장한다. 미국 내셔널 갤러리 오브 아트는 중국 청동기 시대를 약 기원전 2000년에서 771년 사이의 시기로 정의하며; 이 시기는 얼리터우 문화로 시작하여 서주 통치의 해체와 함께 갑자기 끝난다. 삼성퇴 문화는 상나라와 동시대의 또 다른 중국 청동기 시대 사회이지만, 상나라와는 다른 청동 제작 방법을 개발했다.

### 고대 안데스 문명

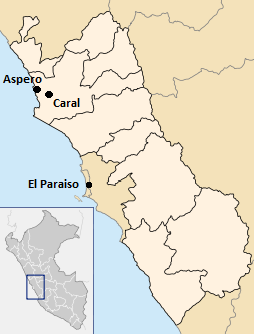
카랄-수페 유적지 지도

안데스산맥 지역의 가장 초기의 농업 증거는 에콰도르의 라스베가스 문화 유적지에서 기원전 9000년경으로 거슬러 올라간다. 박류가 최초로 재배된 식물이었을 수 있다. 남아메리카에서 가장 오래된 수로 관개 증거는 페루 북부 사냐 계곡에서 기원전 4700년에서 2500년 사이로 거슬러 올라간다. 안데스 및 북미와 남미의 가장 초기의 도시 정착지는 포르탈레자강 (페루) 지역의 우아리칸가에서 기원전 3500년으로 거슬러 올라가며, 세친강 근처의 세친 바호에서도 발견된다. 두 곳 모두 페루에 있다.
노르테 치코 문명 또는 카랄-수페 문명은 기원전 3200년경에 출현한 것으로 이해되는데, 그 시점에 여러 유적지에서 대규모 인간 정착과 공동체 건설이 명확하게 나타나기 때문이다. 21세기 초, 페루의 고고학자 루스 샤디는 카랄-수페를 아메리카에서 가장 오래된 문명으로 확립했다. 이 문명은 포르탈레자, 파티빌카, 수페의 세 작은 강 계곡에 위치한 태평양 연안 근처에서 번성했다. 이 강 계곡들은 각각 대규모 유적지 군락을 가지고 있다. 더 남쪽에는 화우라 강을 따라 여러 관련 유적지가 있다. 주목할 만한 정착지로는 가장 크고 복잡한 선도기 유적지인 카랄과 아스페로가 있다. 노르테 치코는 거대한 건축물을 가진 대규모 유적지들이 밀집해 있다는 점이 특징이다. 하스(Haas)는 그렇게 작은 지역에 유적지가 밀집해 있다는 점이 초기 문명으로서는 전 세계적으로 독특하다고 주장한다. 기원전 3천년 동안 노르테 치코는 세계에서 가장 인구 밀도가 높은 지역이었을 수 있다 (아마도 중국 북부를 제외하고). 수페, 파티빌카, 포르탈레자, 화우라 강 계곡에는 각각 여러 관련 유적지가 있다.
노르테 치코는 도자기가 전혀 없었고 시각 예술도 거의 없었다는 점에서 특이하다. 그럼에도 불구하고 이 문명은 대규모 판축 플랫폼 봉분과 움푹 들어간 원형 광장을 포함한 인상적인 건축적 업적과 첨단 섬유 산업을 보여주었다. 플랫폼 봉분과 대형 석조 창고는 계층화된 사회와 면화와 같은 자원을 분배하는 데 필요한 중앙 권위의 증거를 제공한다. 그러나 이 시기에는 전쟁이나 방어 구조물의 증거가 없다. 원래는 다른 초기 문명과 달리 노르테 치코가 주식 대신 해양 식량원에 의존하여 발전했다는 이론이 제기되었다. 이 가설인 안데스 문명의 해양 기반은 여전히 뜨겁게 논쟁 중이지만, 대부분의 연구자들은 현재 해양 단백질에 대한 강력한 보충적 의존성을 인정하면서도 농업이 문명 발전에 핵심적인 역할을 했다는 데 동의한다.
맨(Mann)에 따르면, 노르테 치코 족장국은 "...거의 확실히 신정정치였지만, 잔혹하지는 않았다." 건설 지역에서는 음악과 아마도 술이 포함되었을 연회의 가능한 증거가 발견되었는데, 이는 인구를 동원하고 보상할 수 있는 정예 계층이 있었음을 시사한다. 중앙 권위의 정도는 확인하기 어렵지만, 건축 패턴은 적어도 특정 장소에서 특정 시기에 상당한 권력을 휘둘렀던 엘리트가 있었음을 시사한다: 일부 기념비적인 건축물은 점진적으로 건설되었지만, 카랄의 두 주요 플랫폼 봉분과 같은 다른 건물들은 한두 번의 집중적인 건설 단계에서 건설된 것으로 보인다. 중앙 통제의 추가적인 증거로, 하스는 파티빌카의 우파카에서 발견된 대형 석조 창고 유적을 면화와 같은 중요한 자원을 통제할 수 있는 권위를 상징한다고 지적한다. 경제적 권위는 면화와 식용 식물 및 관련 무역 관계의 통제에 기반했을 것이며, 권력은 내륙 유적지에 집중되었을 것이다. 하스는 이 경제력 기반의 범위가 광범위하게 확장되었을 수 있다고 조심스럽게 제안한다: 노르테 치코에는 확인된 해안 유적지가 두 곳 (아스페로와 반두리아)뿐이며, 아마도 두 곳 더 있을 수 있지만, 면사 어망과 재배된 식물은 페루 해안을 따라 곳곳에서 발견되었다. 노르테 치코의 주요 내륙 중심지들이 이러한 자원을 중심으로 하는 광범위한 지역 무역 네트워크의 중심이었을 가능성이 있다.
디스커버 (잡지)는 샤디를 인용하여 풍부하고 다양한 무역 생활을 제안한다. "[카랄]은 에콰도르 해안에서 온 스폰딜루스 조개껍데기, 안데스 고지대에서 온 풍부한 염료, 아마존 분지에서 온 환각제 코담배와 같은 이국적인 수입품과 교환하여 자체 생산품과 아스페로의 생산품을 먼 공동체로 수출했다." (노르테 치코 연구가 아직 제한적임을 고려할 때, 이러한 주장은 신중하게 다루어져야 한다.) 샤디의 연구에 대한 다른 보고서들은 카랄이 안데스산맥과 안데스산맥 반대편 아마존 분지의 정글에 있는 공동체와 무역을 했다는 것을 나타낸다.
지도자들의 이념적 권력은 초자연적인 신들에 대한 접근을 기반으로 했다. 노르테 치코 종교에 대한 증거는 제한적이다: 후드와 송곳니를 가진 으르렁거리는 형상인 지팡이 신의 이미지가 기원전 2250년으로 추정되는 박류에 새겨져 발견되었다. 지팡이 신은 후기 안데스 문화의 주요 신이며, 위니프레드 크리머(Winifred Creamer)는 이 발견이 신의 공통 상징 숭배를 시사한다고 주장한다. 노르테 치코의 다른 많은 연구와 마찬가지로, 이 발견의 성격과 중요성은 다른 연구자들에 의해 논쟁이 되고 있다. 건축물을 건설하고 유지하는 행위 또한 영적 또는 종교적 경험이었을 수 있다: 공동의 환희와 의식의 과정. 샤디는 카랄을 "성스러운 도시"(la ciudad sagrada)라고 불렀다: 사회경제적, 정치적 초점은 사원에 있었고, 이 사원들은 주기적으로 개조되었으며, 개조와 관련된 주요 불 태우기 제물이 있었다.
노르테 치코 유적지에서 발굴된 끈 묶음은 키푸라고 확인되었는데, 이는 일종의 원시 문자 기록 장치이다. 키푸는 숫자 정보를 인코딩하는 것으로 생각되지만, 일부는 키푸가 문학적 또는 음악적 적용을 포함한 다른 형태의 데이터를 인코딩하는 데 사용되었을 수 있다고 추측했다. 그러나 노르테 치코와 후기 안데스 문화에서 키푸의 정확한 사용법은 널리 논쟁되어 왔다. 키푸의 존재와 종교적 상징의 공통성은 노르테 치코와 후기 안데스 문화 사이의 문화적 연관성을 시사한다.
기원전 1800년경, 노르테 치코 문명은 쇠퇴하기 시작했으며, 해안을 따라 남쪽과 북쪽, 그리고 안데스산맥 산맥 내 동쪽으로 더 강력한 중심지들이 나타났다. 도예는 결국 아마존 분지에서 발전하여 기원전 2000년경 안데스 문화 지역으로 퍼졌다. 안데스에서 다음으로 나타난 주요 문명은 현재 앙카시주의 안데스 고지대에 위치한 차빈 데 우안타르의 차빈 문화였다. 이는 기원전 900년경에 건설된 것으로 추정되며, 차빈인들의 종교 및 정치 중심지였다.

### 메소아메리카

올멕이 통치했던 올멕 중심지

옥수수는 기원전 7000년경 멕시코 남부에서 처음 재배된 것으로 여겨진다. 테우아칸 계곡의 코스카틀란 동굴에서는 기원전 5000년에서 3400년 사이로 연대가 측정된 구성 요소에서 농업의 증거가 발견되었다. 유사하게, 과테말라의 시파카테와 같은 유적지에서는 기원전 3500년으로 거슬러 올라가는 옥수수 꽃가루 샘플이 발견되었다. 기원전 1900년경, 모카야는 카카오의 12종 중 하나를 재배했다. 모카야 고고학 유적지에서는 이 시기로 거슬러 올라가는 카카오 음료의 증거가 발견되었다. 모카야는 또한 메소아메리카에서 계층 사회를 개발한 최초의 문화 중 하나로 여겨진다. 올멕 문명이 될 것은 타바스코주의 초기 농업 문화에서 뿌리를 내렸으며, 이는 기원전 5100년에서 4600년경에 시작되었다.
올멕 문명의 출현은 전통적으로 기원전 1600년에서 1500년경으로 거슬러 올라간다. 올멕의 특징은 산로렌소 테노치티틀란 시에서 처음 나타났으며, 기원전 1400년경에 완전히 응집되었다. 문명의 발흥은 잘 관개된 충적토의 지역 생태와 코아차코알코스강 유역이 제공하는 교통망에 의해 도움을 받았다. 이러한 환경은 인구 밀집을 촉진했으며, 이는 다시 정예 계층의 부상과 올멕 문화를 정의하는 상징적이고 정교한 고급 유물의 생산에 대한 관련 수요를 촉발시켰다. 이러한 고급 유물 중 많은 것들은 비취, 흑요석, 자철석과 같은 재료로 만들어졌으며, 이는 멀리 떨어진 곳에서 왔고 초기 올멕 엘리트들이 메소아메리카의 광범위한 무역 네트워크에 접근했음을 시사한다. 올멕 문화의 가장 잘 알려진 측면은 아마도 그들의 예술 작품, 특히 올멕 거대 두상일 것이다. 산로렌소는 넓은 농업 지역의 한가운데에 위치했다. 산로렌소는 주로 의례적 장소였으며, 광범위한 중대형 농업 인구의 한가운데에 위치한 성벽 없는 도시였다. 의례 중심지와 부속 건물에는 5,500명이 거주할 수 있었고, 주변 지역을 포함한 전체 지역에는 13,000명에 달할 수 있었다. 산로렌소가 코아차코알코스 유역의 대부분 또는 전부를 통제했지만, 동쪽 지역 (라벤타가 번성할 지역과 같은)과 북북서쪽 지역 (툭스틀라산맥과 같은)은 독립적인 정치 체제가 존재했다고 여겨진다. 산로렌소는 기원전 900년경 라벤타가 번성하기 시작한 거의 동시에 버려졌다. 많은 산로렌소 기념비들이 기원전 950년경에 완전히 파괴되었는데, 이는 내부 봉기 또는 덜 가능성이 있는 침략을 나타낼 수 있다. 그러나 가장 최근의 생각은 환경 변화가 올멕 중심지의 이러한 변화에 책임이 있었을 수 있다는 것이다. 특히 올멕이 농업, 사냥 및 채집, 운송에 의존했던 강 환경의 변화이다. 이러한 변화는 지각 변동이나 지반 침하, 또는 농업 관행으로 인한 강 퇴적으로 인해 발생했을 수 있다. 마지막 올멕 도시들이 버려진 지 수백 년 만에 후계 문화들이 확고하게 자리 잡았다. 올멕 중심지의 서쪽 가장자리에 위치한 트레스 사포테스 유적지는 기원전 400년 이후에도 계속해서 점유되었지만, 올멕 문화의 특징은 보이지 않았다. 종종 에피-올멕 문화라고 불리는 이 후기 올멕 문화는 남동쪽으로 550km (330마일) 떨어진 이사파에서 발견된 특징과 유사하다.
올멕족은 메소아메리카 문명의 모태 문화로 불리기도 하는데, 그들이 최초의 메소아메리카 문명이었고 이후의 문명들을 위한 많은 토대를 마련했기 때문이다. 그러나 메소아메리카 문화에 대한 올멕족의 영향의 원인과 정도는 수십 년 동안 논쟁의 대상이었다. 올멕족이 도입한 관행으로는 의례적 피 흘리기와 메소아메리카 공놀이가 있으며, 이는 이후 마야와 아즈텍과 같은 메소아메리카 사회의 특징이 되었다. 메소아메리카 문자 체계는 나중에 완전히 발전했지만, 초기 올멕 도자기에는 코덱스로 해석될 수 있는 표현이 나타난다.

## 서양 문명의 요람
서양 문명의 기원은 고대 지중해 세계로 거슬러 올라갈 수 있다. 고전기 그리스가 현대 서양 문화, 철학, 민주주의, 예술, 과학, 미학, 연극, 그리고 건축 디자인과 비율 및 건축의 토대를 제공한 주요 문화였다는 학술적 합의가 있다.
그리스와 더불어 고대 로마는 정치, 공화주의, 법률, 건축, 전쟁, 서방 기독교에서 로마 시가 가졌던 역할 때문에 서양 문명의 발상지 또는 요람으로 묘사되기도 한다.
서양 문명은 또한 서양의 지배적인 종교인 기독교와 밀접하게 관련되어 있으며, 기독교는 유대교—유대인의 민족 종교—와 그리스-로마 철학에서 기원한다. 기독교는 유대교 내의 한 종파로 출현했으며, 기초 신념, 경전, 윤리 원칙을 유대 전통으로부터 많이 물려받았다. 유대적 뿌리에 영향을 받은 기독교 윤리는 서양 사회의 기초 원칙에 큰 영향을 미쳤다.
그리스-로마 전통과 유대-기독교 전통이 서양 문명을 형성하는 데 혼합되면서, 학자들은 서양 문명이 아테네와 예루살렘의 유산, 또는 아테네, 예루살렘, 로마에서 기원했다고 묘사하게 되었다.

## 기타 용어 사용
"문명의 요람"이라는 문구는 국가 신비주의에서 일정한 역할을 한다. 이는 인도 내셔널리즘 (문명의 요람을 찾아서 1995)과 대만 민족주의 (대만;— 문명의 요람 2002)에서와 같이 동양 문화뿐만 아니라 서양 문화에서도 사용되어 왔다. 이 용어는 또한 "두 번째 에덴"이라는 제목을 주장하는 우란티아 서와 같은 비전적인 유사역사학이나 거석시대 영국과 관련된 유사고고학 (문명원 2004, 고대 영국: 문명의 요람 1921)에서도 나타난다.

## 타임라인
다음 타임라인은 문화의 타임라인을 보여주며, 주요 문화와 함께 해당 지역에서 문명(본문에서 논의된 바와 같이)이 출현한 대략적인 날짜를 나타낸다. 이 타임라인이 인간 거주의 시작, 특정 민족 집단의 시작, 또는 해당 지역의 신석기 문화 발달을 나타내는 것은 아니라는 점에 유의해야 한다. 이러한 것들은 종종 문명이 본격적으로 출현하기 훨씬 이전에 발생했다.
주어진 날짜는 대략적인 것이며, 문명의 발달은 점진적이었고 특정 문화에서 "문명"이 시작된 정확한 날짜는 해석에 따라 달라질 수 있다.

## 같이 보기
- 근동의 고대사 연대학
- 인류의 요람
- 세계 4대 문명
- 강 유역 문명
- 세계의 역사
- 문명국
- 스캐러 브레이와 반하우스 유적지
- 고유럽

## 참고
1. ↑  초기 탄소 연대 측정 보고가 있는 또 다른 유적지는 현재 하리아나주에 있는 고대 가가르-하크라강 유역 시스템을 따라 위치한 비라나로, 기원전 7600년경으로 거슬러 올라간다.[75] 그러나 이 연대 측정은 문화적 유물이 기원전 4천년 도자기를 사용하는 더 발달된 동기 시대 단계에 속하기 때문에 의문이 제기되었다.
다른 초기 유적지로는 중부 갠지스강 지역의 라후라데와와 갠지스강과 야무나강이 합류하는 지점 근처의 주지가 있으며, 둘 다 기원전 7000년경으로 탄소 연대 측정이 보고되었다.[76][77] 비록 이러한 연대 측정에도 의문이 제기되었지만.[78] 도리안 풀러 — 고고식물학자 — 는 다음과 같이 썼다: "이 지역 [즉, 갠지스 평원]에서 보고된 초기/중기 홀로세 탄소 연대 측정에 주의를 기울여야 한다" 이는 "연대 측정은 고고학적 맥락에서 잔류적이거나 매우 오래된 나무를 나타내는 것으로 보이며", 가장 초기 거주지는 아마도 수렵채집인들에 의해 "간헐적"이었고, 쌀의 가장 초기 증거는 "야생 쌀 채집을 더 시사한다"는 것이다. 풀러는 다음과 같이 결론 내렸다: "기원전 3천년 중반 이후, 그리고 주로 기원전 2000년 이후에 정착된 농경 마을에 대한 명확한 증거와 도자기 연결은 신석기 시대가 주로 기원전 3천년 후반/2천년 초에 있었으며, 기원전 4천년 초에 기원했을 가능성이 있음을 시사한다."[76]

1. ↑  피터 클리프트가 이끄는 연구팀의 지질학적 연구는 8000년 전부터 이 지역의 강 흐름이 어떻게 변했는지 조사하여 기후 변화나 강 재편성이 하라파 문명 쇠퇴의 원인이었는지 확인했다. 지르콘 모래 알갱이의 U-Pb 연대 측정을 통해 그들은 비아스강, 사틀레즈강, 야무나강 (인더스강의 히말라야 지류)의 전형적인 퇴적물이 실제로 이전의 가가르-하크라강 수로에 존재한다는 것을 발견했다. 그러나 이러한 빙하수 공급 강으로부터의 퇴적물 기여는 최소 10,000년 전에 멈췄으며, 이는 인더스 문명 발달 훨씬 이전이다.[101]
2. ↑  트리파티 외 (2004)는 지난 2만 년 동안 가가르-하크라강 시스템에 의해 운반된 퇴적물의 동위원소가 빙하로 덮인 히말라야 고원에서 온 것이 아니라 히말라야 하부에서 유래했으며, 이 강 시스템이 강우에 의해 공급되었다고 결론 내렸다. 그들은 또한 이것이 하라파 시대의 강력한 "사라스바티" 강 개념과 모순된다고 결론 내렸다.[102]
3. ↑  브룩:[107] "하라파 인도에서의 이야기는 다소 달랐다 (그림 111.3 참조). 인더스 계곡의 청동기 시대 마을 및 도시 사회는 고고학자들이 지역 방어 및 지역 전쟁의 징후를 거의 발견하지 못했다는 점에서 다소 이례적이다. 홀로세 초기부터 중기까지의 풍부한 계절풍 강우가 모두에게 풍요로운 조건을 형성했고, 경쟁적인 에너지가 갈등보다는 상업으로 향했던 것으로 보인다. 학자들은 이러한 강우가 기원전 2600년경 신석기 마을에서 출현한 도시 하라파 사회의 기원을 형성했다고 오랫동안 주장해 왔다. 이제 이 강우가 기원전 3천년에 서서히 줄어들기 시작했으며, 이는 하라파 도시가 발전하기 시작한 시점과 일치하는 것으로 보인다. 따라서 남아시아의 이 "첫 번째 도시화"는 후기 홀로세 건조화의 시작에 대한 인더스 계곡 사람들의 초기 반응이었던 것으로 보인다. 이 도시들은 300~400년 동안 유지되다가 하라파 사람들이 영토의 동쪽 범위인 펀자브와 갠지스 계곡에 흩어진 마을로 재정착하면서 점진적으로 버려졌다....'
17 (각주):
a)Liviu Giosan et al., "Fluvial Landscapes of the Harappan Civilization," PNAS, 102 (2012), E1688—E1694;
(b) Camilo Ponton, "Holocene Aridification of India," GRL 39 (2012), L03704;
(c) Harunur Rashid et al., "Late Glacial to Holocene Indian Summer Monsoon Variability Based upon Sediment Records Taken from the Bay of Bengal," Terrestrial, Atmospheric, and Oceanic Sciences 22 (2011), 215–28;
(d) Marco Madella and Dorian Q. Fuller, "Paleoecology and the Harappan Civilization of South Asia: A Reconsideration," Quaternary Science Reviews 25 (2006), 1283–301. Compare with the very different interpretations in Possehl, Gregory L. (2002), 《The Indus Civilization: A Contemporary Perspective》, Rowman Altamira, 237–245쪽, ISBN 978-0-7591-0172-2, and Michael Staubwasser et al., "Climate Change at the 4.2 ka BP Termination of the Indus Valley Civilization and Holocene South Asian Monsoon Variability," GRL 30 (2003), 1425. Bar-Matthews and Avner Ayalon, "Mid-Holocene Climate Variations."
4. ↑  크리슈토프 마코스키(Krysztof Makowski)는 맨(Mann)(1491)이 보고한 바와 같이, 안데스 문명이 포괄적인 신을 숭배했다는 증거가 거의 없다고 주장한다. 이 형상은 후대 문명에 의해 고대 박에 새겨졌을 수 있는데, 이는 서기 900년에서 1300년 사이의 지층에서 발견되었기 때문이다.

### 인용
1. ↑  Haviland, William;  외. (2013). 《Cultural Anthropology: The Human Challenge》. Cengage Learning. 250쪽. ISBN 978-1-285-67530-5. 2019년 7월 13일에 원본 문서에서 보존된 문서. 2015년 6월 20일에 확인함.
2. ↑  Fernández-Armesto, Felipe (2001). 《Civilizations: Culture, Ambition, and the Transformation of Nature》. 사이먼 & 슈스터. ISBN 978-0-7432-1650-0. 2021년 4월 1일에 원본 문서에서 보존된 문서. 2015년 6월 20일에 확인함.
3. ↑  Boyden, Stephen Vickers (2004). 《The Biology of Civilisation》. UNSW Press. 7–8쪽. ISBN 978-0-86840-766-1. 2016년 12월 30일에 원본 문서에서 보존된 문서. 2015년 6월 20일에 확인함.
4. ↑  Solms-Laubach, Franz (2007). 《Nietzsche and Early German and Austrian Sociology》. Walter de Gruyter. 115, 117, 212쪽. ISBN 978-3-11-018109-8. 2016년 12월 30일에 원본 문서에서 보존된 문서. 2015년 6월 20일에 확인함.
5. ↑  AbdelRahim, Layla (2015). 《Children's literature, domestication and social foundation: Narratives of civilization and wilderness》. New York: Routledge. 8쪽. ISBN 978-0-415-66110-2. OCLC 897810261.
6. ↑  Charles Keith Maisels (1993). 《The Near East: Archaeology in the "Cradle of Civilization》. 라우틀리지. ISBN 978-0-415-04742-5. 2023년 4월 18일에 원본 문서에서 보존된 문서. 2020년 11월 10일에 확인함.
7. ↑  Cradles of Civilization-China: Ancient Culture, Modern Land, Robert E. Murowchick, gen. ed. Norman: University of Oklahoma Press, 1994
8. ↑  Ofer Bar-Yosef. “The Natufian Culture in the Levant, Threshold to the Origins of Agriculture” (PDF). 《www.columbia.edu》. 2021년 7월 16일에 원본 문서 (PDF)에서 보존된 문서. 2016년 1월 4일에 확인함.
9. ↑  La protohistoire de l'Europe, Jan Lichardus et al., Presses Universitaires de France, Paris. ISBN 84-335-9366-8, 1987, chapter II.2.
10. ↑  Carr, Edward H. (1961). 《What is History?》. Penguin Books. 108쪽. ISBN 0-14-020652-3.
11. ↑  Sharer, Robert J.; Traxler, Loa P. (2006). 《The Ancient Maya》 6 (fully revis)판. Stanford, CA: 스탠퍼드 대학교 출판부. 71쪽. ISBN 0-8047-4817-9. OCLC 57577446.
12. ↑  Britannica 15th edition, 26:62–63.
13. ↑  “The Rise of Civilization in the Middle East And Africa”. History-world.org. 2009년 3월 7일에 원본 문서에서 보존된 문서. 2009년 4월 18일에 확인함.
14. 1 2 3 4 5 6 7  Mann, 찰스 C. 맨 (2005). 《1491》. New York: Knopf. ISBN 9781400040063.
15. ↑  Wright, Henry T. (1990). 《Rise of Civilizations: Mesopotamia to Mesoamerica》. 《Archaeology》 42. 46–48, 96–100쪽.
16. ↑    - “AP World History”. 칼리지 보드. 2008년 4월 22일에 원본 문서에서 보존된 문서. 2008년 7월 28일에 확인함.
  - “World History Course Description” (PDF). 칼리지 보드. 2008년 10월 3일에 원본 문서 (PDF)에서 보존된 문서. 2008년 7월 28일에 확인함.
  - “Civilization”. The 브리태니커 백과사전. 2012년 7월 8일에 원본|보존url=은 |url=을 필요로 함 (도움말)에서 보존된 문서. 
  - Edwin, Eric (2015년 2월 27일). “city”. 《Britannica.com》. 2016년 1월 7일에 원본 문서에서 보존된 문서. 2016년 1월 4일에 확인함.
  - “Africanafrican.com” (PDF). 《Africanafrican.com》. 2020년 6월 15일에 원본 문서 (PDF)에서 보존된 문서. 2016년 1월 4일에 확인함.Hommon, Robert J. (2013). 《The Ancient Hawaiian State: Origins of a Political Society》. 옥스퍼드 대학교 출판부.
  - Kennett, Douglas J.; Winterhalder, Bruce (2006). 《Behavioral Ecology and the Transition to Agriculture》. 캘리포니아 대학교 출판부. 121쪽. ISBN 978-0-520-24647-8.
17. ↑  Riehl, Simone. “Agriculture in the Ancient Near East”. 《Research Gate》. 2022년 6월 20일에 확인함.
18. 1 2  Bellwood, Peter. First Farmers: The Origins of Agricultural Societies. 2004. Wiley-Blackwell
19. ↑  Akhilesh Pillalamarri (2015년 4월 18일). “Exploring the Indus Valley's Secrets”. The diplomat. 2015년 4월 20일에 원본 문서에서 보존된 문서. 2015년 4월 18일에 확인함.
20. ↑  “Jericho – Facts & History”. 2008년 7월 26일에 원본 문서에서 보존된 문서. 2022년 6월 2일에 확인함.
21. ↑  “Ubaid Civilization”. Ancientneareast.tripod.com. 2017년 4월 2일에 원본 문서에서 보존된 문서. 2009년 4월 18일에 확인함.
22. ↑  Adams, Robert MCC. and Wright, Henry T. 1989. 'Concluding Remarks' in Henrickson, Elizabeth and Thuesen, Ingolf (eds.) Upon This Foundation – The 'Ubaid Reconsidered. Copenhagen: Museum Tusculanum Press. pp. 451–456.
23. ↑  Carter, Robert A. and Philip, Graham Beyond the Ubaid: Transformation and Integration in the Late Prehistoric Societies of the Middle East (Studies in Ancient Oriental Civilization, Number 63) The Oriental Institute of the University of Chicago (2010) ISBN 978-1-885923-66-0 p.2, at http://oi.uchicago.edu/research/pubs/catalog/saoc/saoc63.html 보관됨 15 11월 2013 - 웨이백 머신; "Radiometric data suggest that the whole Southern Mesopotamian Ubaid period, including Ubaid 0 and 5, is of immense duration, spanning nearly three millennia from about 6500 to 3800 B.C".
24. ↑  Pollock, Susan (1999). 《Ancient Mesopotamia: The Eden that Never Was》. New York: 케임브리지 대학교 출판부. ISBN 978-0-521-57334-4.
25. ↑  Redford, Donald B (1992). 《Egypt, Canaan, and Israel in Ancient Times》. Princeton: University Press. 6쪽. ISBN 9780691036069.
26. ↑  Brace, C. Loring; Seguchi, Noriko; Quintyn, Conrad B.; Fox, Sherry C.; Nelson, A. Russell; Manolis, Sotiris K.; Qifeng, Pan (2006). 《The questionable contribution of the Neolithic and the Bronze Age to European craniofacial form》. 《미국국립과학원회보》 103. 242–247쪽. Bibcode:2006PNAS..103..242B. doi:10.1073/pnas.0509801102. PMC 1325007. PMID 16371462.
27. ↑  Chicki, L; Nichols, RA; Barbujani, G; Beaumont, MA (2002). 《Y genetic data support the Neolithic demic diffusion model》. 《Proc. Natl. Acad. Sci. USA》 99. 11008–11013쪽. Bibcode:2002PNAS...9911008C. doi:10.1073/pnas.162158799. PMC 123201. PMID 12167671.
28. ↑  “Estimating the Impact of Prehistoric Admixture on the Genome of Europeans, Dupanloup et al., 2004”. Mbe.oxfordjournals.org. 2007년 3월 11일에 원본 문서에서 보존된 문서. 2012년 5월 1일에 확인함.
29. ↑  Semino, O; Magri, C; Benuzzi, G;  외. (May 2004). 《Origin, Diffusion, and Differentiation of Y-Chromosome Haplogroups E and J: Inferences on the Neolithization of Europe and Later Migratory Events in the Mediterranean Area, 2004》. 《Am. J. Hum. Genet.》 74. 1023–34쪽. doi:10.1086/386295. PMC 1181965. PMID 15069642.
30. ↑  Cavalli-Sforza (1997). 《Paleolithic and Neolithic lineages in the European mitochondrial gene pool》 (PDF). 《Am J Hum Genet》 61. 247–54쪽. doi:10.1016/S0002-9297(07)64303-1. PMC 1715849. PMID 9246011. 2020년 5월 17일에 원본 문서에서 보존된 문서. 2012년 5월 1일에 확인함.
31. ↑  Chikhi (1998년 7월 21일). 《Clines of nuclear DNA markers suggest a largely Neolithic ancestry of the European gene》. 《PNAS》 95. 9053–9058쪽. Bibcode:1998PNAS...95.9053C. doi:10.1073/pnas.95.15.9053. PMC 21201. PMID 9671803.
32. ↑  Zvelebil, M. (1986). 《Hunters in Transition: Mesolithic Societies and the Transition to Farming》. Cambridge, UK: 케임브리지 대학교 출판부. 5–15, 167–188쪽.
33. ↑  Bellwood, P. (2005). 《First Farmers: The Origins of Agricultural Societies》. Malden, MA: Blackwell.
34. ↑  Dokládal, M.; Brožek, J. (1961). 《Physical Anthropology in Czechoslovakia: Recent Developments》. 《Current Anthropology》 2. 455–477쪽. doi:10.1086/200228. S2CID 161324951.
35. ↑  Zvelebil, M. (1989). 《On the transition to farming in Europe, or what was spreading with the Neolithic: a reply to Ammerman (1989)》. 《Antiquity》 63. 379–383쪽. doi:10.1017/S0003598X00076110. S2CID 162882505.
36. ↑  Leick, Gwendolyn (2002), "Mesopotamia: The Invention of the City" (Penguin)
37. ↑  Carter, Robert A. and Philip, Graham. 2010. 'Deconstructing the Ubaid' in Carter, Robert A. and Philip, Graham (eds.) Beyond the Ubaid: Transformation and Integration in the Late Prehistoric Societies of the Middle East. Chicago: The Oriental Institute of the University of Chicago. p. 2.
38. ↑  Crawford, Harriet E. W. Sumer and the Sumerians. Cambridge University Press. 2nd ed. 2004
39. ↑  An Encyclopedia of World History. Langer, William L. ed. Houghton Mifflin Company. Boston, MA. 1972
40. ↑  Jacobsen, Thorkild (Ed) (1939),"The Sumerian King List" (Oriental Institute of the University of Chicago; Assyriological Studies, No. 11., 1939)
41. ↑  Woods 2010, 36–37쪽
42. ↑  Martin (1988), pp. 20–23.
43. 1 2  Pruß, Alexander (2004), 〈Remarks on the Chronological Periods〉,   Lebeau, Marc; Sauvage, Martin, 《Atlas of Preclassical Upper Mesopotamia》, Subartu 13, 7–21쪽, ISBN 978-2503991207
44. ↑  Postgate, J.N. (1992), 《Early Mesopotamia. Society and Economy at the Dawn of History》, London: Routledge, ISBN 9780415110327
45. 1 2  van de Mieroop, M. (2007), 《A History of the Ancient Near East, ca. 3000–323 BC》, Malden: Blackwell, ISBN 978-0631225522
46. ↑  Crawford, page 73–74
47. ↑  Kleiner, Fred S.; Mamiya, Christin J. (2006). 《Gardner's Art Through the Ages: The Western Perspective — Volume 1》 12판. Belmont, California, USA: Thomson Wadsworth. 22–23쪽. ISBN 978-0-495-00479-0.
48. ↑  The Archaeology of Elam: Formation and Transformation of an Ancient Iranian State – by D. T. Potts, Cambridge University Press, 29 July 1999 – page 46 – ISBN 0521563585 hardback
49. ↑  Elam: surveys of political history and archaeology, Elizabeth Carter and Matthew W. Stolper, University of California Press, 1984, p. 3
50. ↑  Hock, Hans Heinrich (2009). 《Language History, Language Change, and Language Relationship: An Introduction to Historical and Comparative Linguistics》 2판. Mouton de Gruyter. 69쪽. ISBN 978-3110214291. 2023년 4월 18일에 원본 문서에서 보존된 문서. 2020년 11월 10일에 확인함.
51. ↑  Gnanadesikan, Amalia (2008). 《The Writing Revolution: Cuneiform to the Internet》. Blackwell. 25쪽. ISBN 978-1444304688.
52. ↑  Deutscher, Guy (2007). 《Syntactic Change in Akkadian: The Evolution of Sentential Complementation》. 옥스퍼드 대학교 출판부. 20–21쪽. ISBN 978-0-19-953222-3. 2023년 4월 18일에 원본 문서에서 보존된 문서. 2020년 8월 27일에 확인함.
53. ↑  Woods, C. (2006). “Bilingualism, Scribal Learning, and the Death of Sumerian” (PDF). 《S.L. Sanders (ed) Margins of Writing, Origins of Culture: 91–120》. Chicago. 2013년 4월 29일에 원본 문서 (PDF)에서 보존된 문서. 2016년 7월 12일에 확인함.
54. ↑  새뮤얼 노아 크레이머 (2010년 9월 17일). 《The Sumerians: Their History, Culture, and Character》. 시카고 대학교 출판부. ISBN 978-0-226-45238-8. 2023년 4월 18일에 원본 문서에서 보존된 문서. 2020년 11월 10일에 확인함.
55. ↑  J. M. Munn-Rankin (1975). 〈Assyrian Military Power, 1300–1200 B.C.〉.   I. E. S. Edwards. 《Cambridge Ancient History, Volume 2, Part 2, History of the Middle East and the Aegean Region, c. 1380–1000 BCE》. 케임브리지 대학교 출판부. 287–288, 298쪽.
56. ↑  Christopher Morgan (2006).  Mark William Chavalas, 편집. 《The ancient Near East: historical sources in translation》. Blackwell Publishing. 145–152쪽.
57. ↑  Barich et al. (1984) Ecological and Cultural Relevance of the Recent New Radiocabon dates from Libyan Sahara. In: L. Krzyzaniak and M. Kobusiewicz [eds.], Origin and Early Development of Food-Producing Cultures in Northeastern Africa, Poznan, Poznan Archaeological Museum, pp. 411–17.
58. ↑  Hayes, W. C. (October 1964). "Most Ancient Egypt: Chapter III. The Neolithic and Chalcolithic Communities of Northern Egypt". JNES (No. 4 ed.) 23 (4): 217–272
59. ↑  Barich, B. E. (1998) People, Water and Grain: The Beginnings of Domestication in the Sahara and the Nile Valley. Roma: L' Erma di Bretschneider (Studia archaeologica 98).
60. ↑  Childe, V. Gordon (1953), New Light on the Most Ancient Near East, (Praeger Publications)
61. ↑  Barbara G. Aston, James A. Harrell, Ian Shaw (2000). Paul T. Nicholson and Ian Shaw editors. "Stone," in Ancient Egyptian Materials and Technology, Cambridge, 5–77, pp. 46–47. Also note: Barbara G. Aston (1994). "Ancient Egyptian Stone Vessels," Studien zur Archäologie und Geschichte Altägyptens 5, Heidelberg, pp. 23–26. (See on-line posts:  보관됨 1 2월 2011 - 웨이백 머신 and  보관됨 29 6월 2011 - 웨이백 머신.)
62. ↑  Adkins, L. and Adkins, R. (2001) The Little Book of Egyptian Hieroglyphics, p155. London: Hodder and Stoughton
63. ↑  Shaw, Ian, 편집. (2000). 《The Oxford History of Ancient Egypt》. 옥스퍼드 대학교 출판부. 479쪽. ISBN 0-19-815034-2.
64. 1 2  Redford, Donald B. Egypt, Canaan, and Israel in Ancient Times. (Princeton: University Press, 1992)
65. ↑  Gardiner, Alan H. Egypt of the Pharaohs: An Introduction. Oxford University Press. 1964
66. ↑  Adkins, L.; Adkins, R (2001). The Little Book of Egyptian Hieroglyphics. London: Hodder and Stoughton.
67. ↑  Patai, Raphael (1998), Children of Noah: Jewish Seafaring in Ancient Times (Princeton Uni Press)
68. ↑  Roebuck, Carl (1966). The World of Ancient Times. New York, NY: Charles Scribner's Sons Publishing.
69. 1 2  Shaw, Ian (2003). The Oxford History of Ancient Egypt. Oxford, England: Oxford University Press
70. ↑  “Early Dynastic Egypt”. Digital Egypt for Universities, University College London. 2008년 3월 4일에 원본 문서에서 보존된 문서. 2008년 3월 9일에 확인함.
71. ↑  James (2005) p. 40
72. ↑  Fekri Hassan. “The Fall of the Old Kingdom”. 영국방송공사. 2007년 10월 13일에 원본 문서에서 보존된 문서. 2008년 3월 10일에 확인함.
73. ↑  Clayton, Peter A. (1994). Chronicle of the Pharaohs. London, England: Thames and Hudson.
74. ↑  Coningham, Robin; Young, Ruth (2015). 《The Archaeology of South Asia: From the Indus to Asoka, c. 6500 BCE–200 CE》. 케임브리지 대학교 출판부. 111쪽. ISBN 978-1-316-41898-7.
75. ↑  “Haryana's Bhirrana oldest Harappan site, Rakhigarhi Asia's largest: ASI”. 《타임스 오브 인디아》. 2015년 4월 15일. 2016년 1월 1일에 원본 문서에서 보존된 문서. 2015년 4월 16일에 확인함.
76. 1 2  Fuller, Dorian (2006). 《Agricultural Origins and Frontiers in South Asia: A Working Synthesis》 (PDF). 《Journal of World Prehistory》 20. 42쪽. doi:10.1007/s10963-006-9006-8. S2CID 189952275. 2011년 5월 17일에 원본 문서 (PDF)에서 보존된 문서. 2016년 7월 11일에 확인함.
77. ↑  Tewari, Rakesh et al. 2006. "Second Preliminary Report of the excavations at Lahuradewa, District Sant Kabir Nagar, UP 2002-2003-2004 & 2005–06" in Pragdhara No. 16 "Electronic Version p.28" 보관됨 28 11월 2007 - 웨이백 머신
78. ↑  Habib, Irfan (2020). 《Book review: Tony Joseph, The Early Indians: The Story of Our Ancestors and Where They Came From》. 《Studies in People's History》 7. 91–93쪽. doi:10.1177/2348448920908515. ISSN 2348-4489.
79. ↑  UNESCO World Heritage. 2004. " 보관됨 3 11월 2020 - 웨이백 머신. Archaeological Site of Mehrgarh
80. ↑  Parpol, Asko. 2015. The Roots of Hinduism: The Early Aryans and the Indus Civilisation. Oxford University Press
81. ↑  Charles Keith Maisels, Early Civilizations of the Old World: The Formative Histories of Egypt, The Levant, Mesopotamia, India and China. 보관됨 1 11월 2022 - 웨이백 머신 Routledge, 2003 ISBN 1134837305
82. ↑  하이엄, Charles (2009년 1월 1일). 《Encyclopedia of Ancient Asian Civilizations》. Infobase Publishing. 9–쪽. ISBN 978-1-4381-0996-1.
83. ↑  Sigfried J. de Laet, Ahmad Hasan Dani, eds. History of Humanity: From the third millennium to the seventh century B.C. UNESCO, 1996 ISBN 9231028111 p.674
84. ↑  Garge, Tejas (2010). 《Sothi-Siswal Ceramic Assemblage: A Reappraisal》. 《Ancient Asia》 2. 15쪽. doi:10.5334/aa.10203. 2021년 3월 8일에 원본 문서에서 보존된 문서. 2019년 9월 4일에 확인함.
85. ↑  Peter T. Daniels. 《The World's Writing Systems》. Oxford University. 372쪽.
86. ↑  Parpola, Asko (1994). 《Deciphering the Indus Script》. 케임브리지 대학교 출판부. ISBN 978-0-521-43079-1.
87. ↑  Thapar, B. K. (1975). 《Kalibangan: A Harappan Metropolis Beyond the Indus Valley》. 《Expedition》 17. 19–32쪽.
88. ↑  Valentine, Benjamin; Kamenov, George D.; Kenoyer, Jonathan Mark; Shinde, Vasant; Mushrif-Tripathy, Veena; Otarola-Castillo, Erik; Krigbaum, John (2015). 《Evidence for Patterns of Selective Urban Migration in the Greater Indus Valley (2600–1900 BC): A Lead and Strontium Isotope Mortuary Analysis》. 《PLOS ONE》 10. e0123103쪽. Bibcode:2015PLoSO..1023103V. doi:10.1371/journal.pone.0123103. PMC 4414352. PMID 25923705.
89. ↑  “Indus Valley people migrated from villages to cities: New study”. 《타임스 오브 인디아》. 2015년 4월 30일. 2019년 7월 25일에 원본 문서에서 보존된 문서. 2016년 7월 11일에 확인함.
90. ↑  “Indus re-enters India after two centuries, feeds Little Rann, Nal Sarovar”. 《India Today》. 2011년 11월 7일. 2018년 1월 9일에 원본 문서에서 보존된 문서. 2011년 11월 7일에 확인함.
91. ↑  Pruthi, Raj (2004). 《Prehistory and Harappan Civilization》. APH Publishing. 260쪽. ISBN 9788176485814. 2023년 4월 18일에 원본 문서에서 보존된 문서. 2020년 11월 10일에 확인함.
92. ↑  It has been noted that the courtyard pattern and techniques of flooring of Harappan houses has similarities to the way house-building is still done in some villages of the region. Lal 2002, 93–95쪽
93. ↑  Morris, A.E.J. (1994). 《History of Urban Form: Before the Industrial Revolutions》 Thi판. New York, NY: Routledge. 31쪽. ISBN 978-0-582-30154-2. 2023년 4월 18일에 원본 문서에서 보존된 문서. 2015년 5월 20일에 확인함.
94. ↑  Feuerstein, Georg; Kak, Subhash; Frawley, David (2001). 《In Search of the Cradle of Civilization:New Light on Ancient India》. Quest Books. 73쪽. ISBN 978-0-8356-0741-4.
95. ↑  Sergent, Bernard (1997). 《Genèse de l'Inde》 (프랑스어). Paris: Payot. 113쪽. ISBN 978-2-228-89116-5.
96. ↑  Knipe, David (1991). 《Hinduism》. San Francisco: Harper. ISBN 9780060647803.
97. ↑  “Decline of Bronze Age 'megacities' linked to climate change”. 2018년 6월 22일에 원본 문서에서 보존된 문서. 2018년 2월 4일에 확인함.
98. ↑  Emma Maris (2014), Two-hundred-year drought doomed Indus Valley Civilization 보관됨 10 8월 2017 - 웨이백 머신, nature
99. ↑  《Indus Collapse: The End or the Beginning of an Asian Culture?》. 《사이언스》 320. 2008년 6월 6일. 1282–3쪽.
100. 1 2 3  Giosan, L.;  외. (2012). 《Fluvial landscapes of the Harappan Civilization》. 《미국국립과학원회보》 109. E1688–94쪽. Bibcode:2012PNAS..109E1688G. doi:10.1073/pnas.1112743109. PMC 3387054. PMID 22645375.
101. 1 2  Clift et al., 2011, U-Pb zircon dating evidence for a Pleistocene Sarasvati River and capture of the Yamuna River, Geology, 40, 211–214 (2011).  보관됨 2 1월 2016 - 웨이백 머신
102. 1 2  Tripathi, Jayant K.; Tripathi, K.; Bock, Barbara; Rajamani, V.; Eisenhauer, A. (2004년 10월 25일). 《Is River Ghaggar, Saraswati? Geochemical Constraints》 (PDF). 《Current Science》 87. 2004년 12월 25일에 원본 문서 (PDF)에서 보존된 문서.
103. ↑  레이첼 누워 (2012년 5월 28일). “An Ancient Civilization, Upended by Climate Change”. LiveScience. 2019년 10월 7일에 원본 문서에서 보존된 문서. 2012년 5월 29일에 확인함.
104. ↑  찰스 최 (2012년 5월 29일). “Huge Ancient Civilization's Collapse Explained”. 《뉴욕 타임즈》. 2020년 5월 1일에 원본 문서에서 보존된 문서. 2016년 5월 18일에 확인함.
105. ↑  Madella, Marco; Fuller, Dorian (2006). 《Palaeoecology and the Harappan Civilisation of South Asia: a reconsideration》. 《쿼터너리 사이언스 리뷰》 25. 1283–1301쪽. Bibcode:2006QSRv...25.1283M. doi:10.1016/j.quascirev.2005.10.012.
106. ↑  MacDonald, Glen (2011). 《Potential influence of the Pacific Ocean on the Indian summer monsoon and Harappan decline》. 《Quaternary International》 229. 140–148쪽. Bibcode:2011QuInt.229..140M. doi:10.1016/j.quaint.2009.11.012.
107. 1 2  Brooke, John L. (2014), 《Climate Change and the Course of Global History: A Rough Journey》, 케임브리지 대학교 출판부, 296쪽, Bibcode:2014cccg.book.....B, ISBN 978-0-521-87164-8, 2023년 4월 18일에 원본 문서에서 보존된 문서, 2018년 2월 4일에 확인함
108. ↑  토마스 H. 모 (2012년 5월 28일). “Migration of monsoons created, then killed Harappan civilization”. 《로스앤젤레스 타임스》. 2012년 11월 19일에 원본 문서에서 보존된 문서. 2012년 5월 29일에 확인함.
109. ↑  Edwin Bryant (2001). The Quest for the Origins of Vedic Culture. pp. 159–60
110. ↑  White, David Gordon (2003). 《Kiss of the Yogini》. Chicago: 시카고 대학교 출판부. 28쪽. ISBN 978-0-226-89483-6.
111. ↑  Ebrey, 패트리샤 에브리 (2006). 《The Cambridge Illustrated History of China》. 케임브리지 대학교 출판부. 12–18쪽. ISBN 978-0-521-43519-2.
112. ↑  “Rice and Early Agriculture in China”. 《Legacy of Human Civilizations》. 메사 커뮤니티 칼리지. 2009년 8월 27일에 원본 문서에서 보존된 문서. 2008년 2월 10일에 확인함.
113. ↑  Longshan-Era Urbanism: The Role of Cities in Predynastic China 보관됨 14 7월 2015 - 웨이백 머신
114. ↑  “Peiligang Site”. 중화인민공화국 문화부. 2003. 2007년 8월 7일에 원본 문서에서 보존된 문서. 2008년 2월 10일에 확인함.
115. 1 2  Pringle, Heather (1998). 《The Slow Birth of Agriculture》. 《사이언스》 282. 1446쪽. doi:10.1126/science.282.5393.1446. S2CID 128522781. 2011년 1월 1일에 원본 문서에서 보존된 문서.
116. ↑  Rincon, Paul (2003년 4월 17일). “'Earliest writing' found in China”. 《BBC News》. 2012년 3월 20일에 원본 문서에서 보존된 문서. 2016년 7월 12일에 확인함.
117. ↑  Li, X; Harbottle, Garman; Zhang Juzhong; Wang Changsui (2003). 《The earliest writing? Sign use in the seventh millennium BCE at Jiahu, Henan Province, China》. 《Antiquity》 77. 31–44쪽. doi:10.1017/s0003598x00061329. S2CID 162602307.
118. ↑  Chang (1986), 113쪽.
119. ↑  Pollard, Elizabeth (2015). 《Worlds Together Worlds Apart》. W.W. Norton & Company. 69–70쪽. ISBN 978-0-393-91847-2.
120. ↑  Chang (1986), 112쪽.
121. ↑  Wertz, Richard R. (2007). “Neolithic and Bronze Age Cultures”. 《Exploring Chinese History》. ibiblio. 2012년 12월 20일에 원본 문서에서 보존된 문서. 2008년 2월 10일에 확인함.
122. ↑  Martini, I. Peter (2010). 《Landscapes and Societies: Selected Cases》. 슈프링어. 310쪽. ISBN 978-90-481-9412-4.
123. ↑  Higham, Charles (2004). 《Encyclopedia of ancient Asian civilizations》. Infobase Publishing. 200쪽. ISBN 978-0-8160-4640-9.
124. ↑  “Erlitou culture | Chinese history | Britannica”. 《www.britannica.com》. 2015년 6월 21일에 원본 문서에서 보존된 문서.
125. ↑  Liu, L. & Xiu, H., "Rethinking Erlitou: legend, history and Chinese archaeology", Antiquity, 81:314 (2007)
126. 1 2  Liu 2004, 229쪽.
127. 1 2 3  Liu 2006, 184쪽.
128. ↑  Li 2003.
129. ↑  Liu 2004, 230–231쪽.
130. ↑  《二里头：华夏王朝文明的开端》. 《寻根》 3.
131. 1 2  Liu & Xu 2007.
132. ↑  Howells, William (1983). 〈Origins of the Chinese People: Interpretations of recent evidence〉.   Keightley, David N. 《The Origins of Chinese Civilization》. 캘리포니아 대학교 출판부. 297–319쪽. ISBN 978-0-520-04229-2.
133. ↑  “Teaching Chinese Archaeology, Part Two — NGA”. Nga.gov. 2013년 2월 5일에 원본 문서에서 보존된 문서. 2010년 1월 17일에 확인함.
134. ↑  Sanxingdui Museum (2006)
135. ↑  Zarrillo, S.; Pearsall, D. M.; Raymond, J. S.; Tisdale, M. A.; Quon, D. J. (2008). 《Directly dated starch residues document early formative maize (Zea mays L.) in tropical Ecuador》. 《미국국립과학원회보》 105. 5006–5011쪽. Bibcode:2008PNAS..105.5006Z. doi:10.1073/pnas.0800894105. PMC 2278185. PMID 18362336.
136. ↑  Dillehay, Tom D.; Eling Jr., Herbert H.; Rossen, Jack (2005). 《Preceramic Irrigation Canals in the Peruvian Andes》. 《미국국립과학원회보》 102. 17241–44쪽. Bibcode:2005PNAS..10217241D. doi:10.1073/pnas.0508583102. ISSN 0027-8424. PMC 1288011. PMID 16284247.
137. ↑  "Oldest Urban Site in the Americas Found, Experts Claim", National Geographic News, 26 February 2008,  보관됨 6 10월 2016 - 웨이백 머신, accessed 20 January 2016
138. ↑  "Ancient ceremonial plaza found in Peru" ANDREW WHALEN, Associated Press Writer,  보관됨 13 7월 2019 - 웨이백 머신
139. ↑  Haas, Jonathan; Winifred Creamer; Alvaro Ruiz (2004년 12월 23일). 《Dating the Late Archaic occupation of the Norte Chico region in Peru》. 《Nature》 432. 1020–1023쪽. Bibcode:2004Natur.432.1020H. doi:10.1038/nature03146. PMID 15616561. S2CID 4426545.
140. ↑  See a map of Norte Chico sites at https://diggingperu.wordpress.com/context/the-norte-chico 보관됨 7 1월 2018 - 웨이백 머신.
141. 1 2  Mann, 찰스 C. 맨 (2005년 1월 7일). 《Oldest Civilization in the Americas Revealed》. 《사이언스》 307. 34–35쪽. doi:10.1126/science.307.5706.34. PMID 15637250. S2CID 161589785.
142. ↑  Braswell, Geoffrey (2014년 4월 16일). 《The Maya and Their Central American Neighbors: Settlement Patterns, Architecture, Hieroglyphic Texts and Ceramics》. Routledge. 408쪽. ISBN 9781317756088. 2023년 4월 18일에 원본 문서에서 보존된 문서. 2020년 11월 10일에 확인함.
143. 1 2 3 4 5  Haas, Jonathan; Winifred Creamer; Alvaro Ruiz (2005). 《Power and the Emergence of Complex Polities in the Peruvian Preceramic》. 《Archeological Papers of the American Anthropological Association》 14. 37–52쪽. doi:10.1525/ap3a.2004.14.037.
144. ↑  “Oldest city in the Americas”. 《BBC News》. 2001년 4월 26일. 2006년 5월 22일에 원본 문서에서 보존된 문서. 2007년 2월 16일에 확인함.
145. ↑  Sandweiss, Daniel H.; Michael E. Moseley (2001). 《Amplifying Importance of New Research in Peru》. 《사이언스》 294. 1651–1653쪽. doi:10.1126/science.294.5547.1651d. PMID 11724063. S2CID 9301114.
146. ↑  Moseley, Michael. “The Maritime Foundations of Andean Civilization: An Evolving Hypothesis”. The Hall of Ma'at. 2015년 8월 18일에 원본 문서에서 보존된 문서. 2008년 6월 13일에 확인함.
147. ↑  Moseley, Michael (1975). 《The Maritime Foundations of Andean Civilization》. Menlo Park: Cummings. ISBN 978-0-8465-4800-3.
148. ↑  Miller, 케네스 (September 2005). 《Showdown at the O.K. Caral》. 《디스커버 (잡지)》 26. 2010년 1월 8일에 원본 문서에서 보존된 문서. 2009년 10월 22일에 확인함.
149. ↑  Belsie, Laurent (January 2002). 《Civilization lost?》. 《크리스천 사이언스 모니터》. 2015년 6월 19일에 원본 문서에서 보존된 문서. 2007년 3월 8일에 확인함.
150. 1 2  Hoag, Hanna (2003년 4월 15일). 《Oldest evidence of Andean religion found》. 《Nature News》. doi:10.1038/news030414-4.
151. 1 2  Hecht, Jeff (2003년 4월 14일). 《America's oldest religious icon revealed》. 《뉴 사이언티스트》. 2012년 2월 23일에 원본 문서에서 보존된 문서. 2007년 2월 13일에 확인함.
152. ↑  From summary three 보관됨 15 7월 2017 - 웨이백 머신, Shady (1997)
153. ↑  Mann, 찰스 C. 맨 (2005년 8월 12일). 《Unraveling Khipu's Secrets》. 《사이언스》 309. 1008–1009쪽. doi:10.1126/science.309.5737.1008. PMID 16099962. S2CID 161448364.
154. ↑  Beynon-Davies, P (2009). 《Significant threads: the nature of data》. 《International Journal of Information Management》 29. 170–188쪽. doi:10.1016/j.ijinfomgt.2008.12.003.
155. ↑  “Archaeologists shed new light on Americas' earliest known civilization” (보도 자료). 북부 일리노이 대학교. 2004년 12월 22일. 2007년 2월 9일에 원본 문서에서 보존된 문서. 2007년 2월 1일에 확인함.
156. ↑  Burger (1992), Chavin and the Origins of Andean Civilization
157. ↑  Matsuoka, Y.; Vigouroux, Y.; Goodman, M. M.;  외. (2002). 《A single domestication for maize shown by multilocus microsatellite genotyping》. 《미국국립과학원회보》 99. 6080–4쪽. Bibcode:2002PNAS...99.6080M. doi:10.1073/pnas.052125199. PMC 122905. PMID 11983901.
158. ↑  Matsuoka, Yoshihiro (2003년 1월 22일). “Earliest Directional Evolution for Microsatellite Size in Maize” (PDF). 《사이언스》. 2017년 1월 2일에 원본 문서 (PDF)에서 보존된 문서. 2014년 3월 3일에 확인함.
159. ↑  Nichols, Deborah L., and Christopher A. Pool. The Oxford Handbook of Mesoamerican Archaeology. Oxford: Oxford UP, 2012. Print.
160. ↑  Roush, Wade (1997년 5월 9일). 《Archaeobiology: Squash Seeds Yield New View of Early American Farming》. 《사이언스》 276. 894–895쪽. doi:10.1126/science.276.5314.894. S2CID 158673509.
161. ↑  Watson, 트레이시 왓슨 (2013년 1월 22일). “Earliest Evidence of Chocolate in North America”. 《사이언스》. 2014년 3월 6일에 원본 문서에서 보존된 문서. 2014년 3월 3일에 확인함.
162. ↑  Borevitz, Justin O.; Motamayor, Juan C.; Lachenaud, Philippe; da Silva e Mota, Jay Wallace; Loor, Rey; Kuhn, David N.; Brown, J. Steven; Schnell, Raymond J. (2008). 《Geographic and Genetic Population Differentiation of the Amazonian Chocolate Tree (Theobroma cacao L)》. 《PLOS ONE》 3. e3311쪽. Bibcode:2008PLoSO...3.3311M. doi:10.1371/journal.pone.0003311. ISSN 1932-6203. PMC 2551746. PMID 18827930.
163. ↑  Powis, Terry G.; Hurst, W. Jeffrey; del Carmen Rodríguez, María; Ortíz C., Ponciano; Blake, Michael; Cheetham, David; Coe, Michael D.; Hodgson, John G. (2007). 《Oldest chocolate in the New World》. 《Antiquity》 81. 2011년 6월 28일에 원본 문서에서 보존된 문서. 2018년 2월 10일에 확인함.
164. 1 2 3 4  Diehl, Richard A. (2004). The Olmecs : America's First Civilization. London: Thames and Hudson
165. ↑  Beck, Roger B.; Linda Black; Larry S. Krieger; Phillip C. Naylor; Dahia Ibo Shabaka (1999). 《World History: Patterns of Interaction》. Evanston, IL: 맥더걸 리텔. ISBN 978-0-395-87274-1.
166. 1 2  Pool, Christopher A. (2007). Olmec Archaeology and Early Mesoamerica. Cambridge World Archaeology. Cambridge and New York: Cambridge University Press.
167. ↑  Coe, p. 44.
168. ↑  Lawler, p. 23
169. ↑  Pool, p. 193.
170. ↑  Coe (1967), p. 72. Alternatively, the mutilation of these monuments may be unrelated to the decline and abandonment of San Lorenzo. Some researchers believe that the mutilation had ritualistic aspects, particularly since most mutilated monuments were reburied in a row.
171. ↑  Coe, Michael D. (1968). America's First Civilization: Discovering the Olmec. New York: The Smithsonian Library.
172. 1 2  Coe, Michael D.; Rex Koontz (2002). Mexico: from the Olmecs to the Aztecs (5th edition, revised and enlarged ed.). London and New York: Thames & Hudson.
173. ↑  Wilford, John Noble; "Mother Culture, or Only a Sister?”, The New York Times, 15 March 2005.
174. ↑    - Maura Ellyn; Maura McGinnis (2004). 《Greece: A Primary Source Cultural Guide》. The Rosen Publishing Group. 8쪽. ISBN 978-0-8239-3999-2. 2023년 4월 18일에 원본 문서에서 보존된 문서. 2015년 11월 14일에 확인함.
  - John E. Findling; Kimberly D. Pelle (2004). 《Encyclopedia of the Modern Olympic Movement》. Greenwood Publishing Group. 23쪽. ISBN 978-0-313-32278-5. 2023년 4월 18일에 원본 문서에서 보존된 문서. 2015년 11월 14일에 확인함.
  - Wayne C. Thompson; Mark H. Mullin (1983). 《Western Europe, 1983》. Stryker-Post Publications. 337쪽. ISBN 9780943448114. 2023년 4월 18일에 원본 문서에서 보존된 문서. 2015년 11월 14일에 확인함. for ancient Greece was the cradle of Western culture  ...
  - Frederick Copleston (2003년 6월 1일). 《History of Philosophy Volume 1: Greece and Rome》. A&C Black. 13쪽. ISBN 978-0-8264-6895-6. 2023년 4월 18일에 원본 문서에서 보존된 문서. 2015년 11월 14일에 확인함. PART I PRE-SOCRATIC PHILOSOPHY CHAPTER II THE CRADLE OF WESTERN THOUGHT:
  - Mario Iozzo (2001). 《Art and History of Greece: And Mount Athos》. Casa Editrice Bonechi. 7쪽. ISBN 978-88-8029-435-1. 2023년 4월 18일에 원본 문서에서 보존된 문서. 2015년 11월 14일에 확인함. The capital of Greece, one of the world's most glorious cities and the cradle of Western culture,
  - Marxiano Melotti (2011년 5월 25일). 《The Plastic Venuses: Archaeological Tourism in Post-Modern Society》. 케임브리지 학자 출판사. 188쪽. ISBN 978-1-4438-3028-7. 2023년 4월 18일에 원본 문서에서 보존된 문서. 2015년 11월 14일에 확인함. In short, Greece, despite having been the cradle of Western culture, was then an "other" space separate from the West.
  - 《Library Journal》 97. Bowker. April 1972. 1588쪽. 2023년 4월 18일에 원본 문서에서 보존된 문서. 2015년 11월 14일에 확인함. Ancient Greece: Cradle of Western Culture (Series), disc. 6 strips with 3 discs, range: 44–60 fr., 17–18 min
  - Stanley Mayer Burstein (2002). 《Current Issues and the Study of Ancient History》. Regina Books. 15쪽. ISBN 978-1-930053-10-6. 2023년 4월 18일에 원본 문서에서 보존된 문서. 2015년 11월 14일에 확인함. and making Egypt play the same role in African education and culture that Athens and Greece do in Western culture.
  - Murray Milner Jr. (2015년 1월 8일). 《Elites: A General Model》. 존 와일리 & 선즈. 62쪽. ISBN 978-0-7456-8950-0. 2023년 4월 18일에 원본 문서에서 보존된 문서. 2015년 11월 14일에 확인함. Greece has long been considered the seedbed or cradle of Western civilization.
  - 《Slavica viterbiensia 003: Periodico di letterature e culture slave della Facoltà di Lingue e Letterature Straniere Moderne dell'Università della Tuscia》. 강제미 에디토레 스파. 2011년 11월 10일. 148쪽. ISBN 978-88-492-6909-3. 2023년 4월 18일에 원본 문서에서 보존된 문서. 2015년 11월 14일에 확인함. The Special Case of Greece The ancient Greece was a cradle of the Western culture,
  - Kim Covert (2011년 7월 1일). 《Ancient Greece: Birthplace of Democracy》. Capstone. 5쪽. ISBN 978-1-4296-6831-6. 2023년 4월 18일에 원본 문서에서 보존된 문서. 2015년 11월 14일에 확인함. Ancient Greece is often called the cradle of western civilization. ... Ideas from literature and science also have their roots in ancient Greece.
175. ↑    - Henry Turner Inman. 《Rome: the cradle of western civilisation as illustrated by existing monuments》. ISBN 9781177738538.
  - Michael Ed. Grant (1964). 《The Birth Of Western Civilisation, Greece & Rome》. 템즈 & 허드슨.
  - Huxley, 조지 헉슬리;  외. (1969). 《The Birth of Western Civilization: Greece and Rome》. 템즈 앤 허드슨. ISBN 9780500040034.
  - “Athens. Rome. Jerusalem and Vicinity. Peninsula of Mt. Sinai”. 《지오그래피쿠스 희귀 고지도》. 2016년 1월 7일에 원본 문서에서 보존된 문서. 2016년 1월 4일에 확인함.
176. ↑  Marvin Perry, Myrna Chase, James Jacob, Margaret Jacob, Theodore H. Von Laue (2012년 1월 1일). 《Western Civilization: Since 1400》. Cengage Learning. XXIX쪽. ISBN 978-1-111-83169-1.
177. ↑  Role of Judaism in Western culture and civilization 보관됨 9 3월 2018 - 웨이백 머신, "Judaism has played a significant role in the development of Western culture because of its unique relationship with Christianity, the dominant religious force in the West". Judaism at 브리태니커 백과사전
178. ↑  Religions in Global Society – Page 146, Peter Beyer – 2006
179. ↑  Cambridge University Historical Series, An Essay on Western Civilization in Its Economic Aspects, p.40: Hebraism, like Hellenism, has been an all-important factor in the development of Western Civilization; Judaism, as the precursor of Christianity, has indirectly had had much to do with shaping the ideals and morality of western nations since the Christian era.
180. ↑  Celermajer, Danielle (2010). 《Introduction: Athens and Jerusalem through a Different Lens》. 《Thesis Eleven》 (영어) 102. 3–5쪽. doi:10.1177/0725513610371046. ISSN 0725-5136. S2CID 147430371. The contrast between Athens and Jerusalem, as the twin fonts of Western civilization, is often thought to sum up a number of structural dichotomies...
181. ↑  Havers, Grant (2004). 《Between Athens and Jerusalem: Western otherness in the thought of Leo Strauss and Hannah Arendt》. 《The European Legacy》 (영어) 9. 19–29쪽. doi:10.1080/1084877042000197921. ISSN 1084-8770. S2CID 143636651.
182. ↑  Brague, Rémi (2009). “Eccentric Culture: A Theory of Western Civilization”. 《philpapers.org》 (영어). 2023년 12월 17일에 확인함. Western culture, which influenced the whole world, came from Europe. But its roots are not there. They are in Athens and Jerusalem… The Roman attitude senses its own incompleteness and recognizes the call to borrow from what went before it. Historically, it has led the West to borrow from the great traditions of Jerusalem and Athens: primarily the Jewish and Christian tradition, on the one hand, and the classical Greek tradition on the other.
183. ↑  Rosenne, Shabtai (1958). 《The Influence of Judaism on the Development of International Law》. 《네덜란드 국제법 리뷰》 (영어) 5. 119–149쪽. doi:10.1017/S0165070X00029685 (년 이후로 접속 불가 2024-11-01). ISSN 2396-9113. The fact that modern international law is one of the products of Western European civilization means that it rests, as all that civilization, upon the threefold heritage of the ancient Mediterranean world, the heritage of Rome, Athens and Jerusalem.
184. ↑  Lin (林), Shengyi (勝義); He (何), Xianrong (顯榮) (2001).  臺灣–人類文明原鄉 [Taiwan — The Cradle of Civilization]. Taiwan gu wen ming yan jiu cong shu (臺灣古文明研究叢書) (중국어). Taipei: Taiwan fei die xue yan jiu hui (台灣飛碟學硏究會). ISBN 978-957-30188-0-3. OCLC 52945170.